# Imperiul Japonez
Imperiul Japonez (大日本帝国 Dai Nippon Teikoku?) sau, în conformitate cu denumirea oficială, Imperiul Japoniei Mari, a fost un stat guvernat de Constituția Imperiului Japonez, care cuprindea teritoriile guvernate de Japonia în perioada de la Restaurația Meiji până la capitulare din al doilea război mondial. Împărații Japoniei din această perioadă sunt cunoscuți după numele lor postume, care concid cu numele perioadelor domniilor lor: perioada Meiji – Împăratul Meiji (Mutsuhito), perioada Taishō – Împăratul Taishō (Yoshihito) și perioada Shōwa – Împăratul Shōwa (Hirohito).
Evenimentele cele mai importante ale acestei perioade sunt: retrocedarea puterii către împărat (大政奉還; Tai-sei Hou-kan) de pe 9 noiembrie 1867, abolirea sistemului Han (大政奉還; Tai-sei Hou-kan) 14 iulie 1871, industrializarea și militarizarea rapidă a țării sub sloganul Fukoku Kyohei 富国強兵 (îmbogățirea țarii și întărirea armatei), ceea ce a dus la transformarea Japoniei într-o mare putere și alierea cu Puterile Axei în timpul celui de-al doilea război mondial și la implicarea țării în războiul din regiunea Asia-Pacific.
Imperiul japonez a capitulat în fața Aliaților pe 2 septembrie 1945, după lansarea bombelor nucleare americane asupra orașelor Hiroșima și Nagasaki și lansarea atacului sovietic din Manciuria.
A urmat o perioadă de ocupație a țării de căre forțele Aliaților. Imperiul s-a dezintegrat și în țară a fost proclamată o nouă constituție, cu implicarea activă a americanilor. Ocupația americană și reconstrucția țării au continuat în deceniul al șaselea al secolului trecut.

## Context general și terminologie

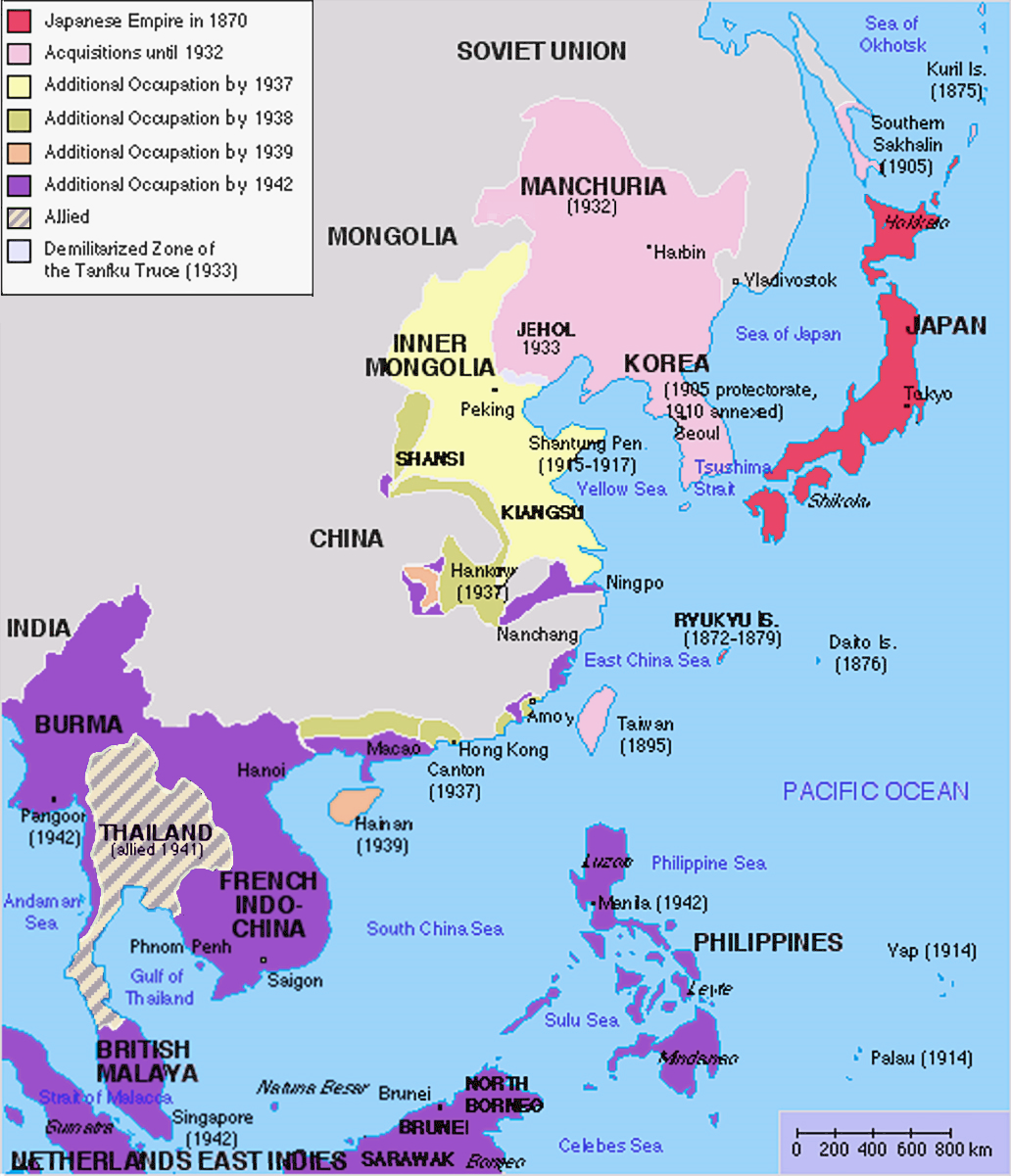
Imperiul japonez, 1942

În general se folosește numele comun "Imperiul Japonez", dar numele oficial al țării a fost  Dai (Mare) Nippon (Japonez) Teikoku (Imperiu) –  "Imperiul Japoniei Mari". Noua denumire a apărut odată cu Restaurația Meiji.
Imperiul a fost proclamat pe 3 ianuarie 1868, când împăratul a fost repus în drepturi ca șef al statului și al guvernului. Deși Shogunatul Tokugawa a fost desființat pe 9 noiembrie 1867, de-abia anul următor împăratul a reușit să restabilească deplinul control asupra țării. După victoria în războiul civil din 1868 – 1869, guvernul Meiji a declanșat un proces complex de reforme pentru modernizarea și industrializarea rapidă a țării.

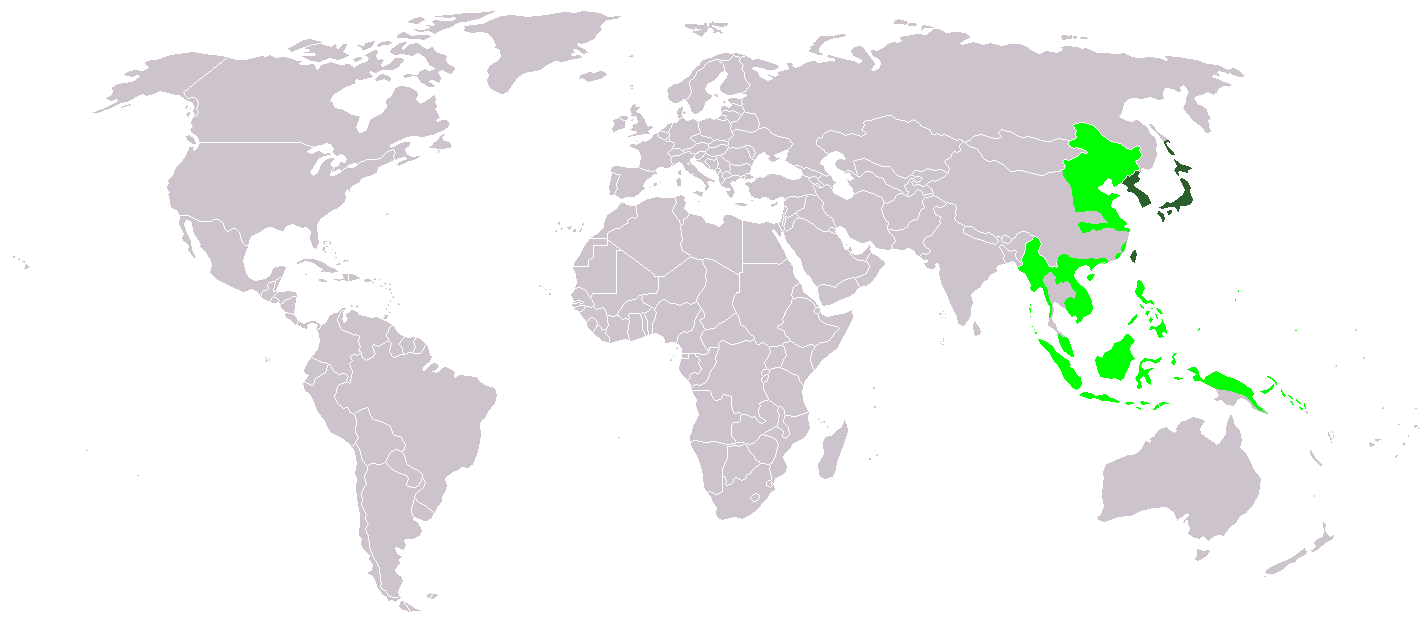
Imperiul japonez și cuceririle sale în momentul de maximă putere.

În timpul guvernării Meiji, economia s-a întărit, iar structurile militare au fost occidentalizate, iar pe plan extern a fost adoptată politica expansiunii teritoriale. Înfrângerile Chinei (1894 – 1895) și ale Imperiului Rus (1904 – 1905) au asigurat ocuparea de către niponi a Coreei, Liaodongului și Formosei. Din 1920, Japonia a fost propulsată de dezvoltarea economico-militară în rândul marilor puteri.
Armata japoneză avea două ramuri principale: Armata Imperială Japoneză (forțele terestre) și Marina Imperială Japoneză. Cele două ramuri militare au reușit să câștige treptat o influență mare în rândurile guvernului nipon, iar dezvoltarea țării a trecut sub controlul liderilor militari, în special ai celor din rândul forțelor terestre.
Perioada de existență a Imperiului Japonez, se întinde de facto de-a lungul perioadelor cunoscute ca perioada Meiji (1868–1912), perioada Taishō (1912–1926) și în primii 21 de ani ai perioadei Shōwa (1926–1989) — 1868 - 1947. Din punct de vedere constituțional, perioada imperială a Japoniei se întinde între 29 noiembrie 1890 și 3 mai 1947.  Împăratul Shōwa a domnit și în timpul războiului, iar după capitulare a păstrat titlul de împărat, domnind însă ca monarh constituțional.

## Politica

### Constituția Imperiului Japonez

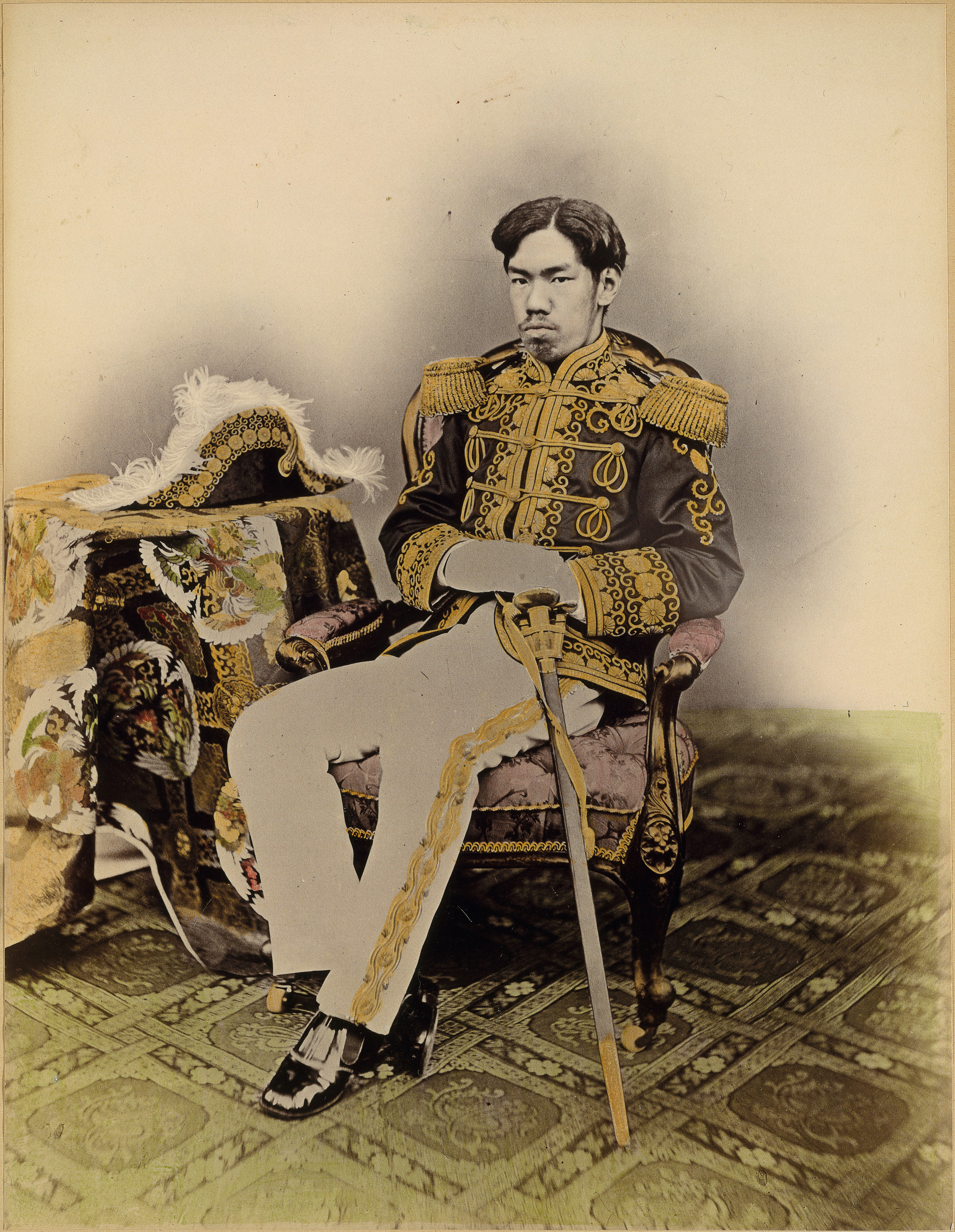
Împăratul Meiji, primul suveran al Imperiului japonez modern (1867–1912)

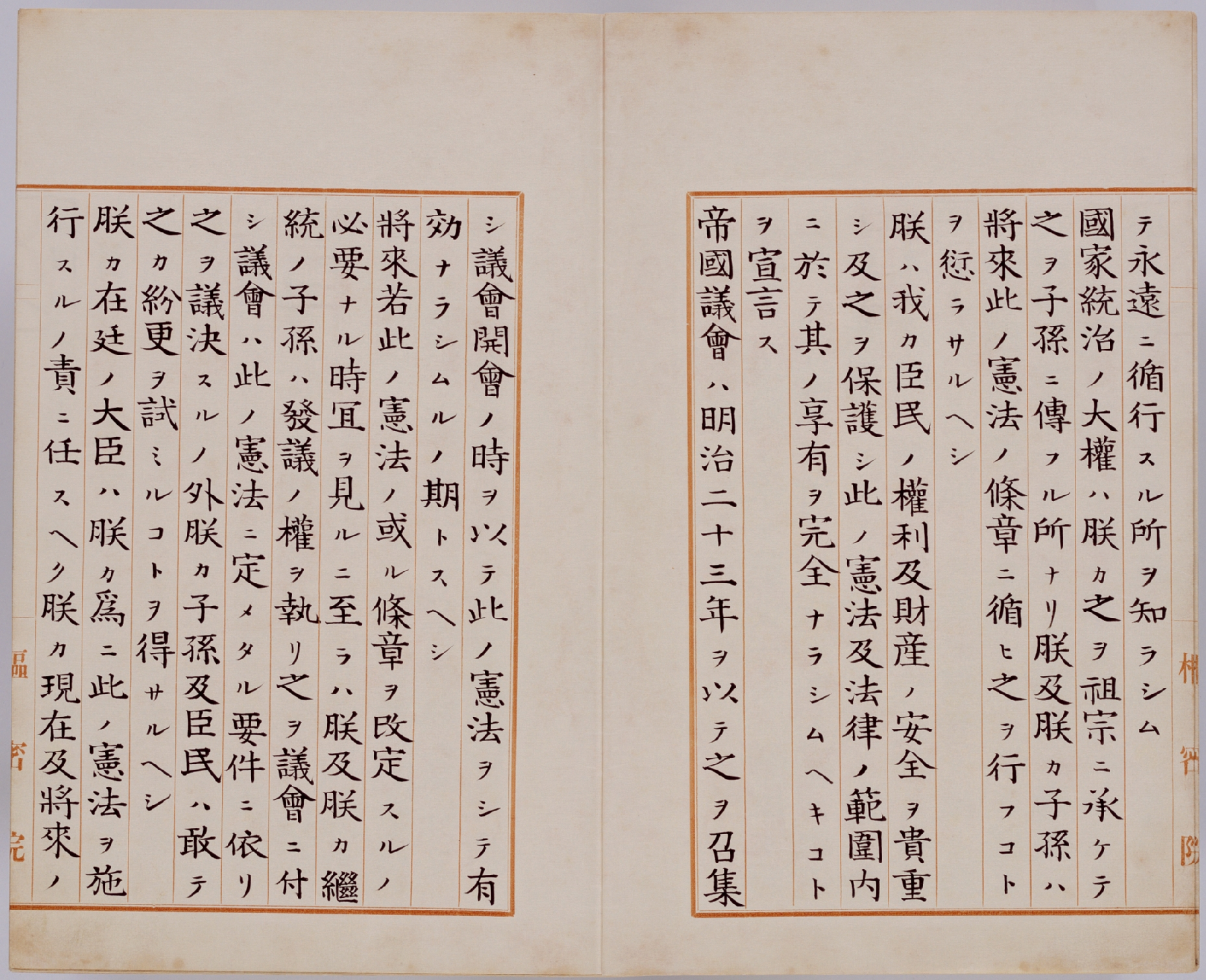
上諭—părțile din Constituție denumite "Cuvintele împăratului"

Constituția recunoștea mai sus-menționata nevoie de schimbare și de modernizare și în același timp de îndepărtare a sistemului șogunatului.
Imperiul Japonez a fost fondat de jure după semnarea de către împărat a Constituției în 1889. Constituția formaliza cea mai mare parte a structurii politice a imperiului și oferea responsabilități crescute împăratului.
Deși titlul de Imperiul Japoniei a fost folosit oficial în constituție pentru prima oară în 1889, deabia în 1936 s-a făcut legalizarea lui. Până în acel moment s-au mai folosit și nume precum: „Nippon” (日本 Japonia?), „Dai-Nippon” (大日本 Japonia Mare?) sau „Dai-Nippon/-Nihon Koku” (大日本國 Marea Națiune a Japoniei?).
În 1946, la un an de la încheierea celui de-al doilea război mondial, guvernul Japoniei a fost restructurat. De asemenea, a fost reviziuită și denumirea oficială a țării, care a devenit, conform Constituției din 1946, „Japonia” (日本国 „Nihon Koku” sau „Nippon Koku”?).

## Schimbările politice și economice

### Restaurația Meiji
Fondarea Imperiului Japonez (Dai Nippon Teikoku) își găsește originile în restaurația Meiji, o mișcare politică care a restructurat din rădăcini societatea japoneză.  În acele vremuri, shogunatul Tokugawa controla deplin insulele japoneze. În era Togukawa, politica externă japoneză a fost caracterizată prin izolaționism. Lipsa legăturilor cu lumea exterioară a dus la o înflorire fără precedent a culturii și artei japoneze. În timp ce Japonia se autoizola, puterile occidentale deveneau din ce în ce mai puternice, atât din punct de vedere militar, cât și din punct de vedere economic, cucerind numeroase colonii în diferite părți ale globului, inclusiv în Asia de Sud-Est. Națiunile care au cucerit întinse teritorii în zona imediat învecinată Japoniei au fost Regatul Unit, Franța, Olanda, Portugalia și Germania. 

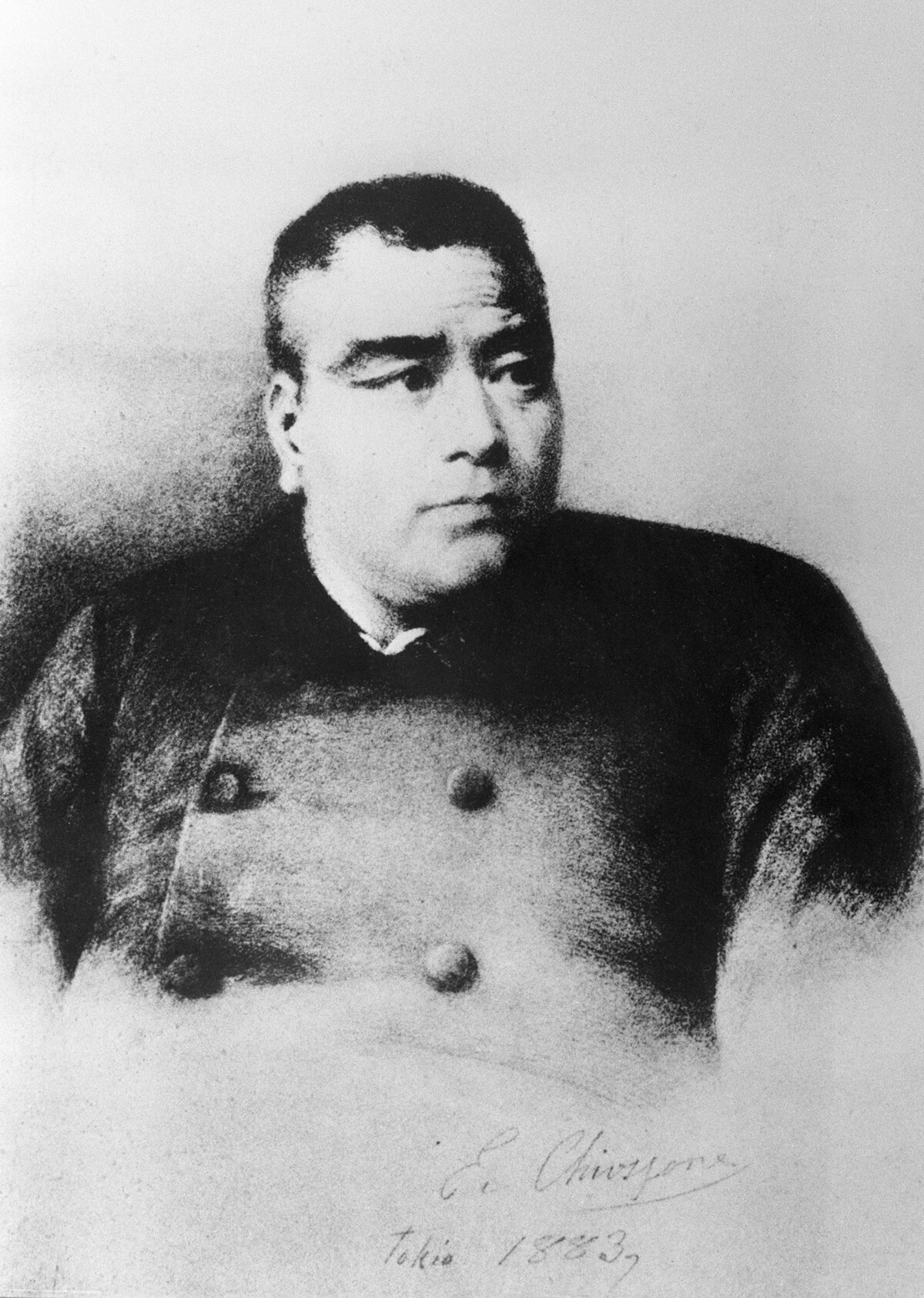
Takamori Saigo

În cea mai mare parte datorită amenințării militare și culturale occidentale, Japonia s-a simțit obligată să stabilească relații economice cu SUA prin semnarea Convenției de la Kanagawa. Acesta a fost unul dintre multele tratate numite ulterior tratate inegale, datorită evidentei favorizări a intereselor părții occidentale. Acest tip de tratat s-a bazat de multe ori pe amenințarea voalată sau directă cu forța. Acest tratat nefovorabil Japoniei a atras după sine o creștere a neîncrederii populației în forța națiunii nipone. Cu ajutorul gânditorilor progresiști și revoluționari precum Fukuzawa Yukichi, Japonia a pornit o mișcare de depășire a influențelor occidentale și de întărire națională. Această mișcare a dus la Restaurația Meiji, caracterizată din punct de vedere economic printr-o industrializare agresivă și uneori frenetică, dar și prin trimiterea de observatori, studenți și agenți diplomatici în țările occidentale. După consultări cu liderii europeni, în mod special cu Otto von Bismark, cancelarul Imperiului German, liderii din epoca Meiji au ajuns la concluzia că etalarea puterii militare și economice era singura metodă eficientă pentru asigurarea prosperității și suveranității față de marile puteri ale vremii. O astfel de linie politică avea nevoie de cucerirea de colonii proprii, dată fiind lipsa resurse naturale ale Japoniei. Noua putere militară și economică a țării a împins țara la conflicte cu cei mai importanțî vecini ai săi, China și Rusia, și în cele din urmă cu Aliații în timpul celui de-al doilea război mondial.
Unul dintre motoarele industrializării rapide l-a reprezentat noua clasă a afaceriștilor niponi, care au acumulat în scurtă vreme o putere economică uriașă și o mare influență politică în cadrul guvernului și care se luptau să profite cât mai mult de pe urma industrializării și comerțului cu noile teritorii cucerite.

## Schimbări ale atitudinii

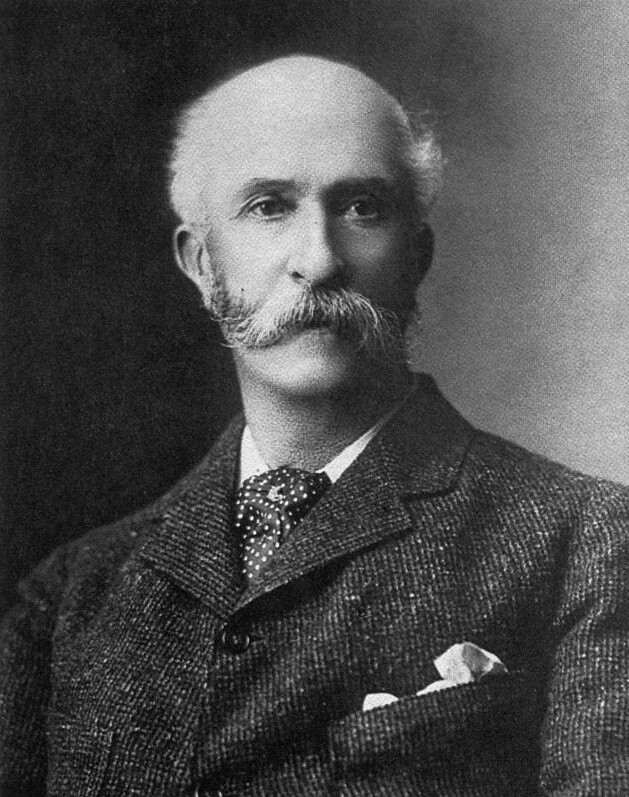
Negustorul Thomas Blake Glover a primit al doilea ordin nipon ca importanță, „Ordinul Soarelui care Răsare” (clasa a II-a) din partea împăratului Meiji, ca recunoaștere a contribuției sale la industrializarea Japoniei

Numeroși scriitori ai vremii, precum a fost Fukuzawa Yukichi, s-au dovedit foarte influenți în procesul de adoptare a reformelor de cățre populația niponă. Prin articolele și cărțile sale, care au fost distribuite în rândurile tuturor claselor sociale japoneze, populația era încurajată să se cultive și să accepte procesul de occidentalizare, pentru a asigura întărirea națiunii și pentru a evita dependența de alte puteri.
În perioada restaurației Meiji, s-a pus un accent deosebit pe întărirea puterii militare și economice. Creșterea puterii militare a devenit scopul dezvoltării naționale. Imperiul Japonez a devenit într-o perioadă relativ scurtă (30 – 50 de ani) singura mare putere mondială ne-occidentală și cea mai importantă putere din Asia sud-estică, ca urmare a industrializării susținute și a dezvoltării economice generale.
După cum scria Albrecht Furst von Urach în broșura lui „The Secret of Japan's Strength”: „ Emergența Japoniei ca putere mondială în ultimii 80 de ani este cel mai mare miracol din istoria lumii. Puternicele imperii ale antichității, marile instituții politice ale evului mediu și din epoca modernă timpurie, Imperiul Spaniol, Imperiul Britanic, toate au avut nevoie de secole ca să atingă puterea maximă. Ridicarea Japoniei a fost meteorică. După numai 80 de ani, este una dintre puținele puteri mari care determină soarta lumii”.

### Emulația vestului

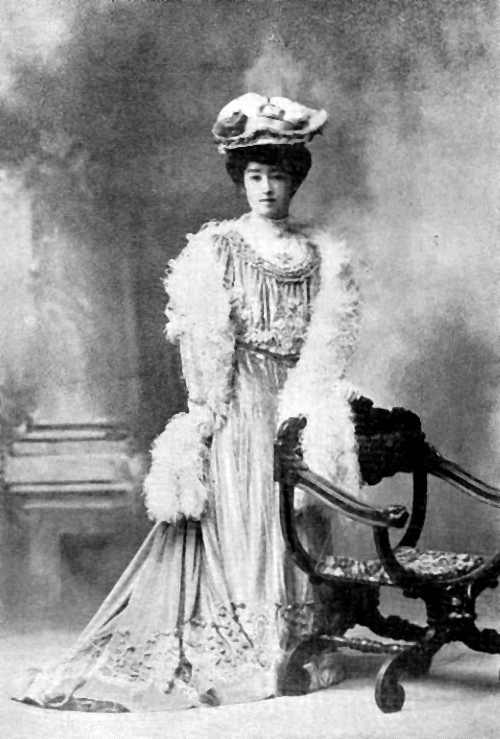
Alteța sa imperială, prințesa Kaneko Higashi-fushimi, în haine occidentale

Oficialii epocii Meiji au încurajat prin toate metodele adoptarea obiceiurilor, felului de viață și instituțiilor occidentale. Aceasta implica schimbarea vestimentației, atât pentru bărbați cât și pentru femei, a normelor de comportare în public, a gradelor și uniformelor militare, rangurilor nobiliare, muzicii, arhitecturii și a sistemului judiciar. De asemenea, au fost trimiși peste hotare studenți, care trebuiau să învețe, dar și să observe, iar în Japonia au fost aduși numeroși consilieri străini care să ajute și să educe tinerii niponi. Acești consilieri au venit din numeroase țări occidentale. Au fost studiate instituțiile diferitelor puteri occidentale și aprecierile cele mai favorabile le-au primit sistemele judiciar și constituțional imperial german, care au fost de aceea adoptate de guvernarea Meiji. Cetățenii niponi au fost îndemnați să adopte din tot sufletul tot ce era apusean, în condițiile unui strict pragmatism corespunzător culturii tradiționale japoneze. Anumite tradiții și obiceiuri care legau Japonia de trecutul feudal au fost proclamate ilegale: purtarea în public a sabiei (katana) și  a cocului bărbătesc, amândouă specifice clasei samurailor, care a fost de altfel abolită odată cu vechiul sistem de clase. Astfel de măsuri aveau să aducă în cele din urmă la conflictul cu samuraii – Rebeliunea Satsuma.
Conducătorii din epoca Meiji au adus din Europa consilieri militari pentru pregătirea armatei. Marina Imperială Japoneză a fost modelată după Marina Regală Britanică și multe dintre primele sale nave au fost construite în șantierele navale britanice. Armata Imperială Japoneză a fost formată la început de consilieri francezi, iar mai târziu, după războiul franco-prusac, de consilierii germani, influențele franceze rămânând însă prezente. În 1873 a fost introdus sistemul apusean de recrutare, iar guvernul Meiji a făcut importuri mari de puști, tunuri și muniții europene și americane.

## Dezvoltarea economică
Mai înainte de izbucnirea celui de-al doilea război mondial, Japonia își edificase un uriaș imperiu, care includea Taiwanul, Coreea, Manciuria și părți din nordul Chinei. Japonia considera că edificarea și apărarea unei sfere de influență sunt necesități economice și politice, care ar fi prevenit strangularea țării de către puterile ostile, care ar fi încercat blocarea accesului nipon la principalele surse de materii prime și la cele mai importante rute maritime. Uriașa forță militară japoneză era considerată ca esențială pentru apărarea imperiului și pentru asigurarea prosperității.
Creșterea economică rapidă și schimbările structurale au caractrerizat cele două perioade de dezvoltare economică a Japoniei de după 1868. La început, economia a crescut în ritmuri moderate, bazându-se în principal pe agricultura tradițională pentru finanțarea infrastructurii industriale. Prin 1904, la începutul războiului ruso-japonez, 65% din forța de muncă și 38% din PIB se bazau pe agricultură, dar industria modernă se dezvolta neîntrerupt. Pe la sfârșitul deceniului al treilea, fabricile și minele contribuiau cu 23% la formarea PIB, față de cele 21% ale agriculturii. Pentru susținerea industriei au fost dezvoltate în ritm rapid transporturile și comunicațiile.

## Războaiele de dinainte de primul război mondial

### Primul război chino-japonez

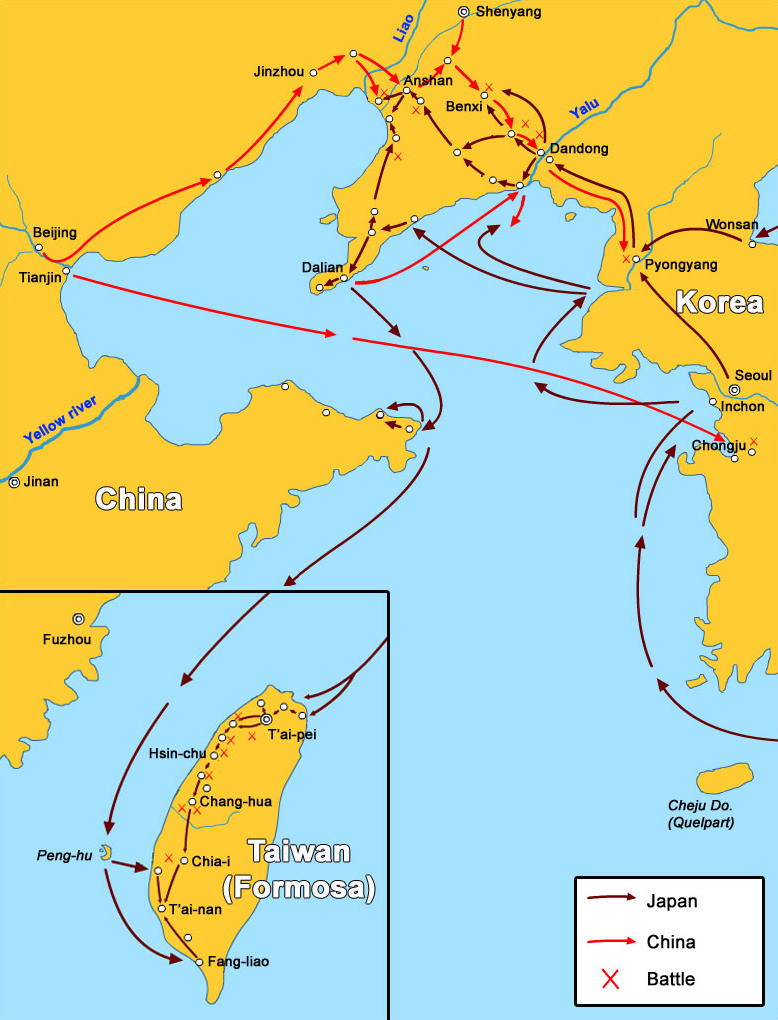
Primul război sino-japonez, principalele bătălii și mișcări de trupe

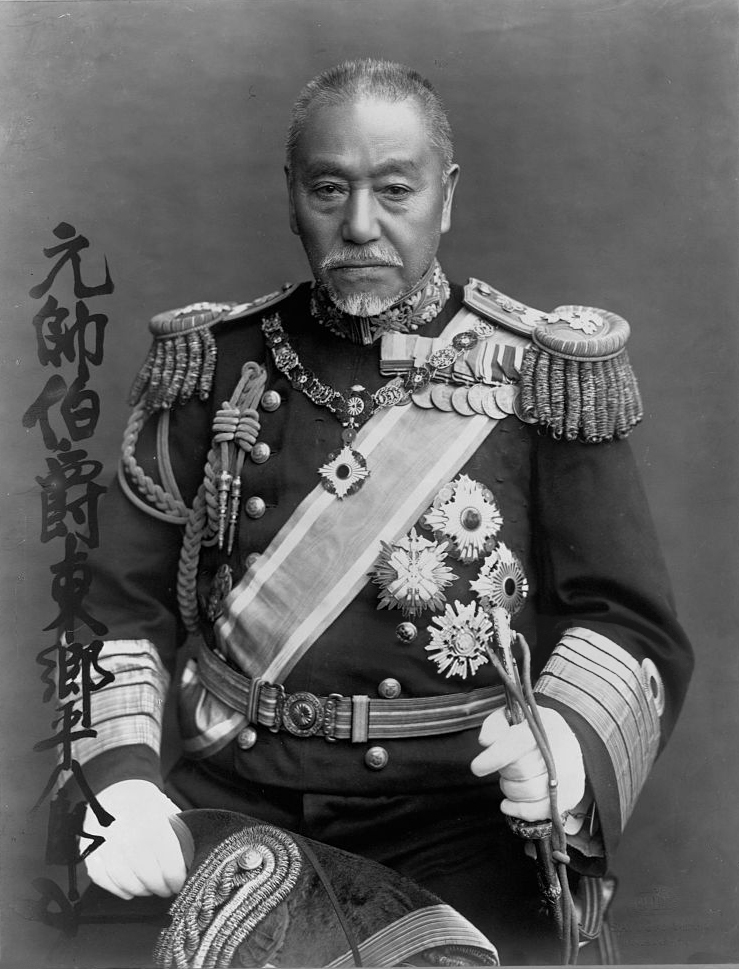
Amiralul flotei, marchizul Togo Heihachiro

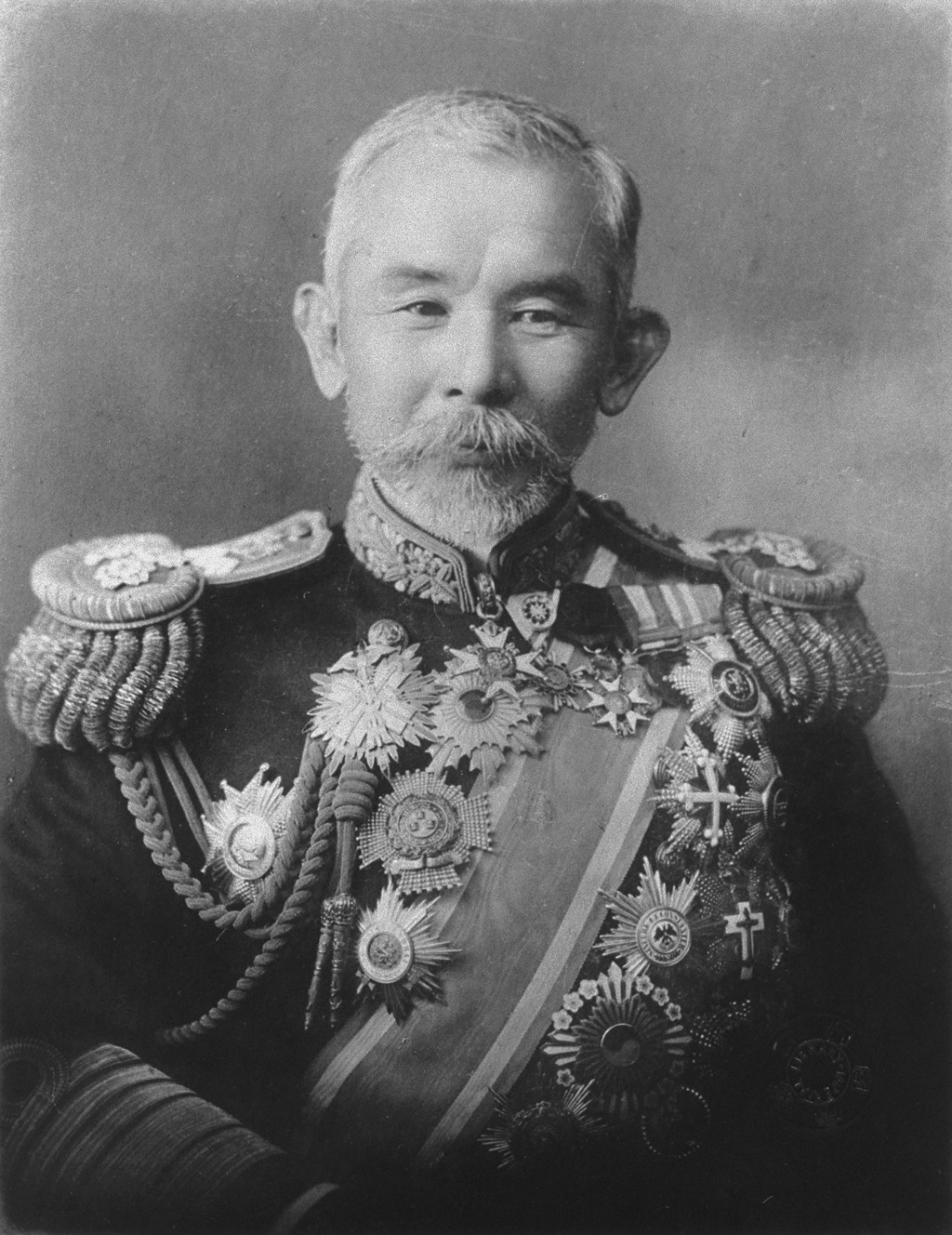
Amiralul flotei, baronul Goro Ijuin

Mai înainte de participarea la primul război mondial, Imperiul Japonez a fost implicat în două războaie semnificative. Primul război chino-japonez (1894 – 1895) a fost un conflict care a avut ca miză controlul asupra Coreei, aflată în acele vremuri sub controlul Dinastiei Joseon. O răscoală țărănească a făcut ca guvernul coreean să ceară ajutorul Chinei pentru trimiterea de trupe care să stabilizeze situația. Imperiul Japonez a reacționat prin trimiterea propriilor forțe în peninsulă și instalarea unui guvern marionetă la Seul. China a protestat și a considerat manevra japoneză drept un pretext de război. Trupele terestre nipone au alungat forțele chineze, iar marina japoneză a distrus aproape în întregime flota chineză în bătălia de pe râul Yalu. China a fost forțată să semneze Tratatul de la Shimonoseki, prin care Japonia intra în stăpânirea unei părți a Manciuriei și a Insulei Formosa. După acest război, China a încetat să mai fie puterea dominantă în regiune, acest  rol fiind preluat de Japonia.

### Războiul ruso-japonez
Războiul ruso-japonez (1904 – 1905) a fost un conflict izbucnit pentru controlul asupra Manciuriei și Coreei, între Imperiul Rus și Imperiul Japonez. Acest război a fost important ca fiind primul război în care o putere asiatică a învins o putere europeană. Victoria japoneză a crescut mult rolul țării pe arena politică internațională. Victoria în acest război a privat Rusia de controlul asupra Coreei, Manciuriei și a Peninsulei Liadong controlate de orașul Port Arthur. La început, prin prevederile tratatului de la Shimonoseki, orașul Port Arthur era cedat Japoniei.  

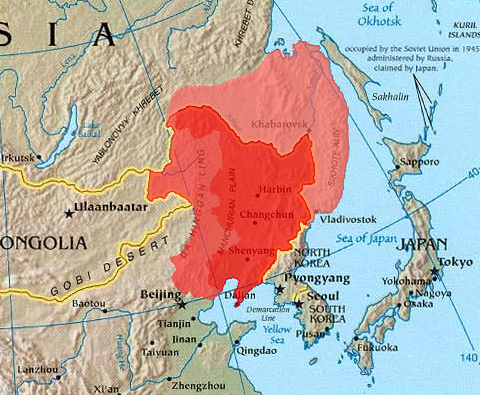
Manciuria Mare. Cu roz este colorată Manciuria Exterioară (rusă).

Această parte a tratatului a fost respinsă de puterile occidentale, care au considerat că portul trebuie cedat Imperiului Rus. Numai că această hotărâre venea în conflict cu interesele nipone. Războiul ruso-japonez a început cu un atac surpriză japonez împotriva flotei ruse staționate în Porth Arthur – bătălia de la Porth Arthur. Navele care au încercat să scape din portul atacat au fost distruse de unitățile marinei japoneze condusă de amiralul Togo Heihachiro în timpul bătăliei din Marea Galbenă. Un an mai târziu, flota rusă a Mării Baltice a ajuns în zonă, dar a for anihilată în bătălia de la Tsushima. În același timp, războiul terestru s-a desfășurat cu rezultate mai puțin dezastruase pentru ruși decât cel naval, dar forțele japoneze s-au dovedit mult mai agresive. Acest fapt a dus la importante  câștiguri politice, care s-au concretizat în prevederile Tratatului de la Portsmouth, tratat de pace negociat în Statele Unite de președintele Theodore Roosevelt. Ca urmare, Rusia a pierdut sudul insulei Sahalin, la sud de paralela 50o, (care avea să devină Prefectura Karafuto), ca și drepturile pentru exploatarea minelor din Manciuria. În plus, înfrângerea Rusiei a lăsat japonezilor calea liberă pentru anexarea Coreei din 1910.

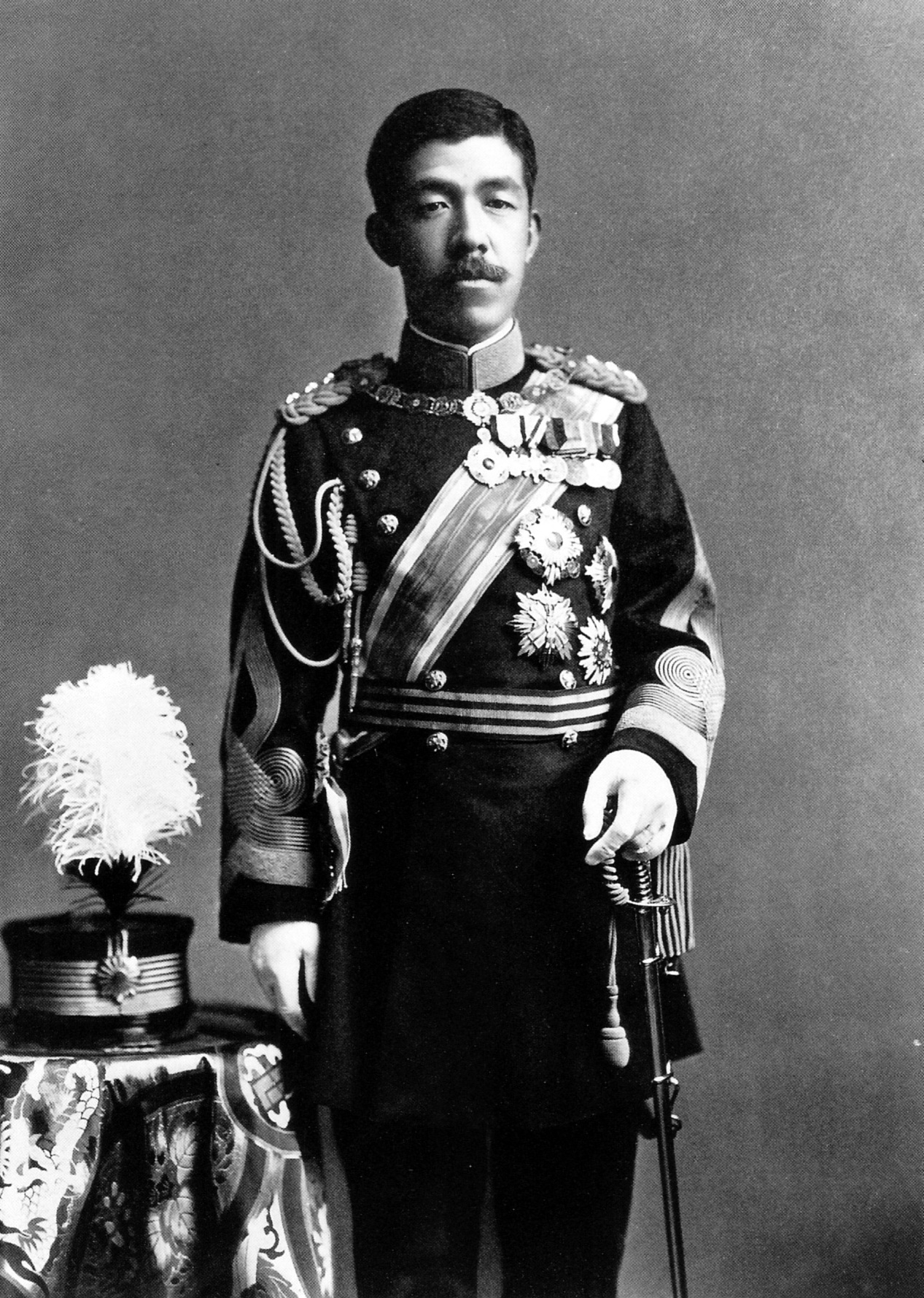
Alteța sa Imperială Taishō, al doilea suveran al Imperiului Japoniei

## Primul Război Mondial

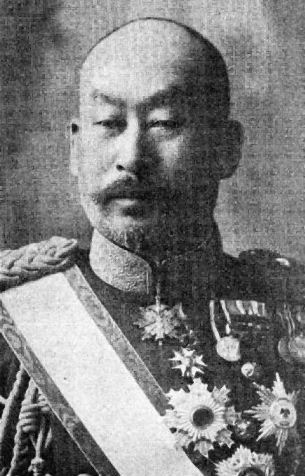
Feldmareșalul conte Masatake Terauchi, prim-ministrul Japoniei

Japonia a intrat în primul război mondial în 1914, exploatând momentul în care Imperiul German era prea preocupat cu luptele din Europa și lăsase cale liberă intervenției nipone în China. Japonia a declarat război Germaniei pe 23 august 1914 și a ocupat rapid concesiunile germane din China, din Provincia Shandong că și insulele Mariana, Caroline și Marshall din Pacific, inslusiv Noua Guinee Germană. În bătălia de la Tsingtao, garnizoana germană din colonia Jiaozhou a capitulat rapid pe 7 noiembrie 1914, după invazia niponă.
Cum aliații occidentali ai Japoniei, în special Regatul Unit erau ocupați cu războiul din Europa, niponii au continuat să-și întărească poziția în China, prezentând acesteia în ianuarie 1915 așa-numitele „21 de cereri”. În afară de extinderea controlului asupra posesiunilor germane, a Manciuriei și Mongoliei Interioare, Japonia a cerut să obțină controlul asupra complexurilor miniere și metalurgice din China centrală, interzicerea unor viitoare concesionări de către chinezi a unor zone de coastă către o a treia putere și diferite alte avantaje politice, economice și militare, care, dacă ar fi fost acceptate, ar fi transformat China într-un protectorat japonez. În fața creșterii sentimentelor antijaponeze din întreaga Chină și a apariției unor importante opoziții internaționale, Japonia și-a retras ultimul grup de cereri, iar tratatul de pace a fost semnat în mai 1915.

## Organizațiile militare și sociale
Între partidul de guvernământ (Kodoha) și organizațiile politice și militare existau puternice legături, precum „Federația Imperială a Tineretului” și „Departamentul Politic” al Kempeitai. Printre societățile secrete (himitsu kessha), „Kokuryu-kai” (Societatea Dragonului Negru) și „Kokka Shakai Shugi Gakumei” (Liga Național Socialistă) aveau de asemenea legături strânse cu guvernul.
Alte grupuri și organizații legate pe timp de război de guvern erau „Societatea Frunzei Duble”, „Toseiha”, „Kodaha”, „Kokuhonsha”, „Taisei Yokusankai]”, „Corpurile Imperiale ale Tineretului”, „Liga Membrilor Dietei care Cred în Obiectivele Războiului Sfânt”, „Corpurile Voluntarilor Imperiali”, etc.

## Procesul de militarizare și apariția ambițiilor imperialiste

Drapelul Marinei Imperiale Japoneze

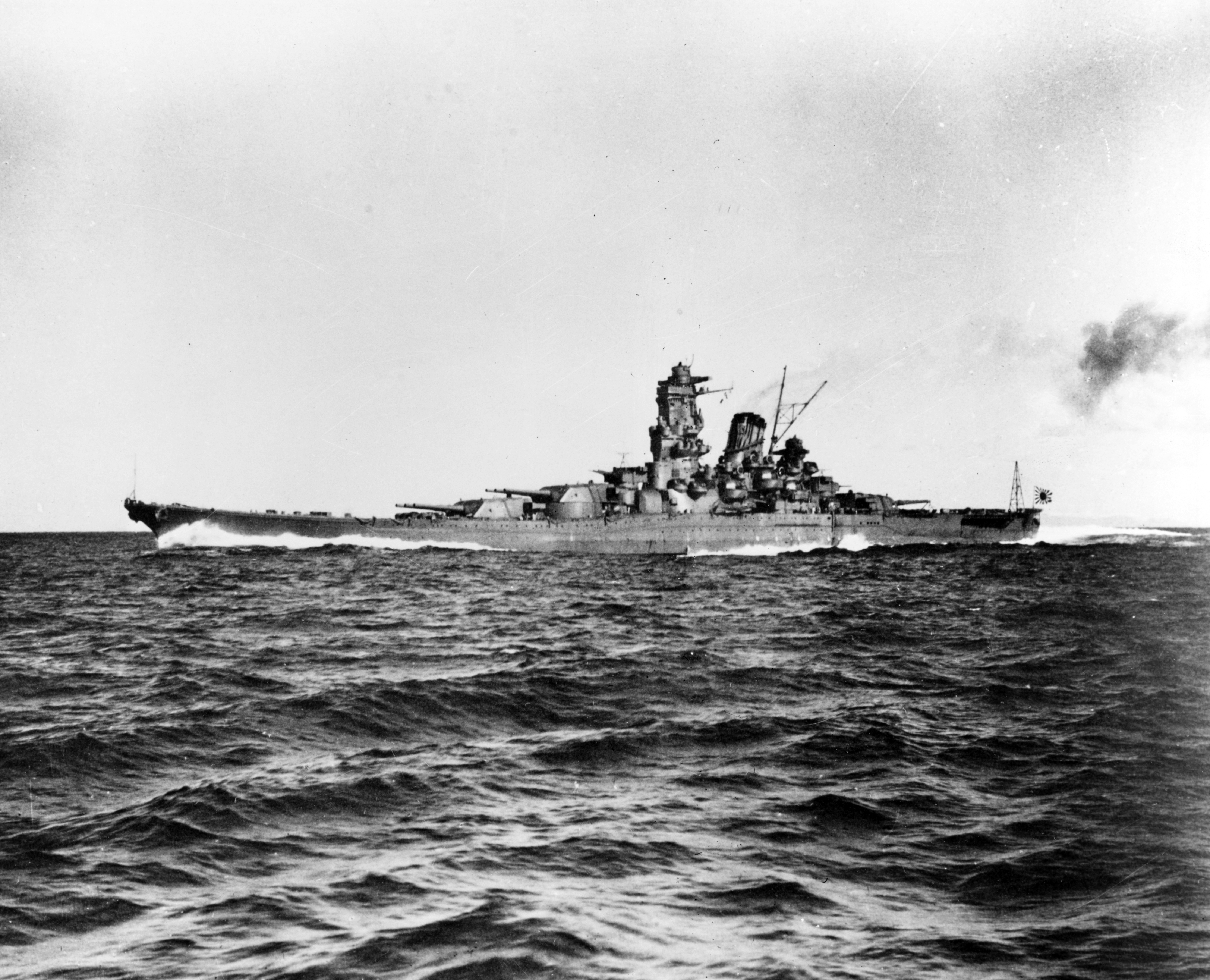
Vasul de linie Yamato, cel mai mare cuirasat din lume, fotografie din 1941.

### Naționalismul
Sadao Araki a fost un lider de frunte, fondator al unui partid al armatei și principal ideolog al aripii de dreapta din acele vremuri. Primele sale lucrări teoretice datează din perioada în care se afla la conducerea organizației „Kodoha” (Grupul de Acțiune), care avea drept contrapondere „Toseiha” (Grupul de Control) condus de generalul Kazushige Ugaki. Gânditorul de dreapta lega vechiul cod al onoarei bushido cu ideile fasciste locale și europene pentru a pune  bazele socialismului-militarist.
Din 1932, japonezii conduși de Araki au devenit tot mai implicați pe drumul politic care avea să-i ducă la implicarea în al doilea război mondial. Totalitarismul, militarismul și expansionismul au devenit liniile dominante ale politicii japoneze, vocile critice fiind slabe. Într-o conferință de presă de pe 23 septembrie, Araki a menționat pentru prima oară filozofia „Kodoha”. Conceptul „Kokoda” îl lega pe împărat de popor, moralite și patrie într-un mod inseparabil. Aceasta a dus la creareau unu „nou” șintoism și la exarcerbarea cultului imperial.

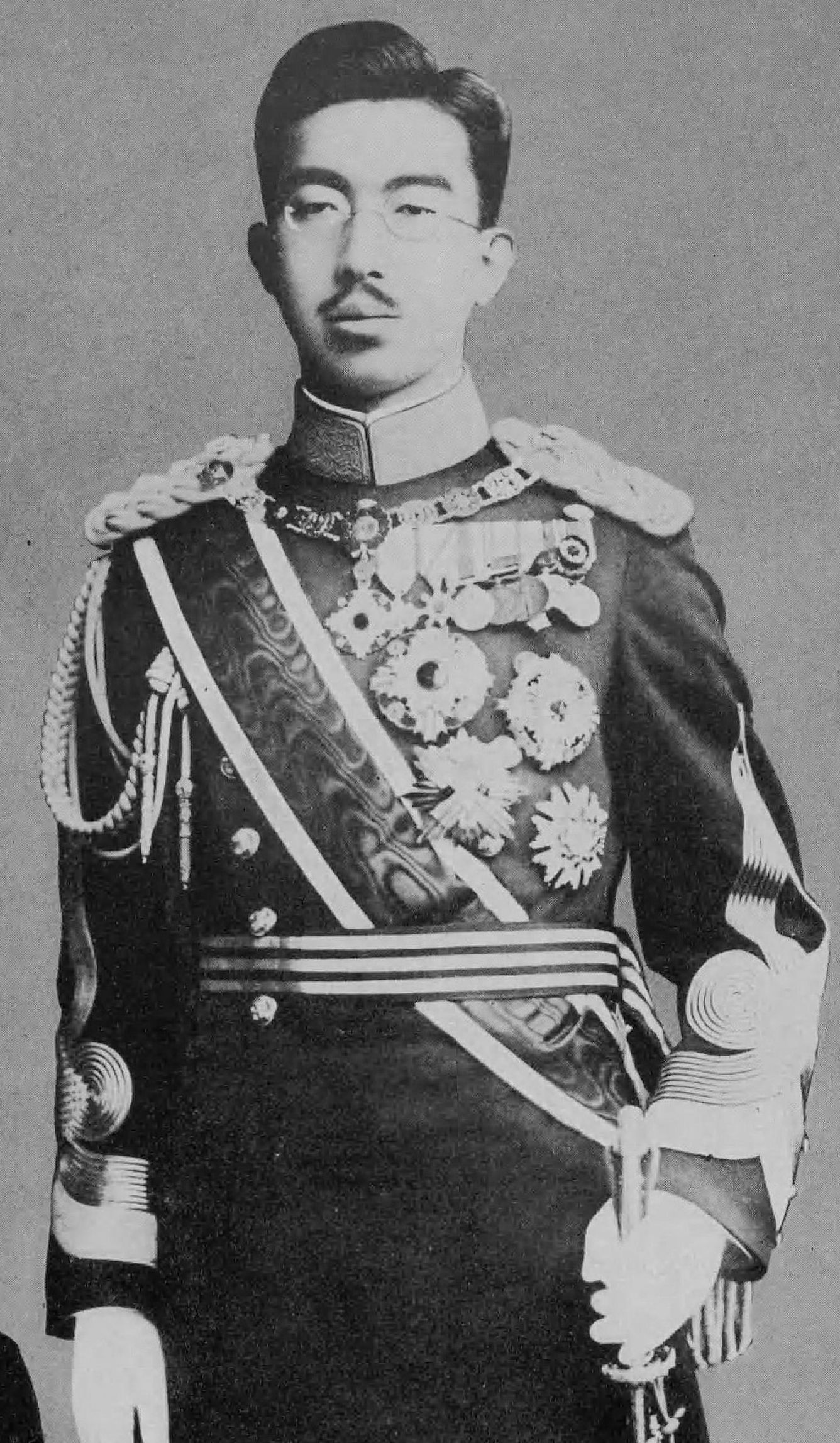
Împăratul Shōwa, al treilea suveran al Imperiului japonez

Statul a devenit o unealtă în slujba împăratului și armatei. Săbiile katana au reînceput să fie folosite ca simbol al militarilor, cu mesajul implicit al doctrinei luptei corp la corp.
Obiectivul suprem, așa cum era văzut de gânditorii de dreapta și de militarii de frunte, era reîntoarcerea la sistemul shogunatului în forma modernizată a unui shogunat militar. Într-o astfel de formă de guvernare, împăratul urma să fie doar un simbol. Puterea urma să fie în mâna unor personalități similare cu Führerul sau Il Duce. Pe de altă parte, militariștii tradiționaliști din marină îl apărau pe împărat ca monarh constituțional, cu un respect de-a dreptul religios.
În timp, forma de guvernare japoneză urma să se apropie tot mai mult de fascism. În ciuda acestui fapt, stilul nipon de guvernare avea să păstreze diferențe importante față de fascism, și de aceea a fost numit naționalism japonez.

### Factorii economici
În același timp, principalele grupuri industriale capitaliste (Mitsubishi, Mitsui, Sumitomo și Yasuda) făceau eforturi pentru o dezvoltare sporită în viitor. Principala lor preocupare rămânea o posibilă criză în aprovizionarea cu materii prime. Prim-ministrul Fumimaro Konoye a combinat preocupările sociale cu nevoia de capital și a plănuit expansiunea țării.

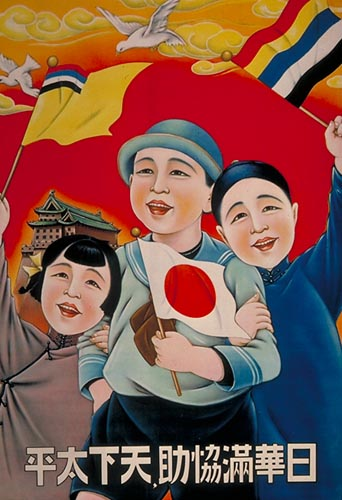
Poster din Manchukuo care promova armonia dintre japonezi, chinezii han și manciurieni. „Cu ajutorul Japoniei, Chinei și Manchukuo, lumea poate trăi în pace”

Rădăcinile economice ale celui de-al doilea război mondial se întindeau până la jumătatea secolului al XIX-lea. Obiectivul principal al expansionismului nipon era cucerirea și protejarea unei sfere de influență, menținerea integrității teritoriale, aprovizionarea sigură cu materii prime și accesul facil la piețele asiatice. Puterile occidentale, în special Marea Britanie, Franța și Statele Unite, își manifestaseră de multă vreme interesul lor major pentru comerțul cu China și alte țări și teritorii din Asia. Occidentalii fuseseră atrași de posibilitățile vaste de câștig din investițiile făcute în zonă, în condițiile favorabile ale existenței unei multitudini de materii prime de bună calitate, care erau folosite atât pentru producția destinată pieței metropolelor cât și pentru reexportul pe piețele asiatice. Japonia era interesată de materiile prime și de piețele de desfacere asiatice, pe care le considera de importanță capitală pentru dezvoltarea națională și pentru exploatarea cărora s-au făcut planuri pentru crearea și dezvoltarea așa-numitei „Sfera de coprosperitate a Asiei Mari orientale”.
Marea criză economică, la fel ca în cazul celor mai multe țări, a afectat grav creșterea economică japoneză. Principala problemă a Imperiului Japonez era generată de dezvoltarea industrială rapidă, care transformase țara într-o mare putrere economică, care avea însă nevoie de materii prime, pe care le putea obține numai din importuri, dată fiind lipsa profundă de resurse naturale din insulele nipone.
În deceniile al treilea și al patrulea, Japonia a fost nevoită să importe materii prime precum fier, cauciuc și petrol pentru a-și menține ritmul creșterii economice. Cele mai multe astfel de resurse erau importate din SUA. Liderii japonezi au ajuns să considere că ocuparea unor teritorii cu mari bogății ale subsolului ar fi asigurat autosuficiența și independență țării și, de asemenea, țara ar fi reușit să depășească problemele crizei economice. Ca urmare, Japonia și-a îndreptat atenția către Asia orientală, în special asupra Manciuriei, un teritoriu cu numeroase resurse naturale.

## Al Doilea Război Mondial

### Expansionismul interbelic

#### Manciuria

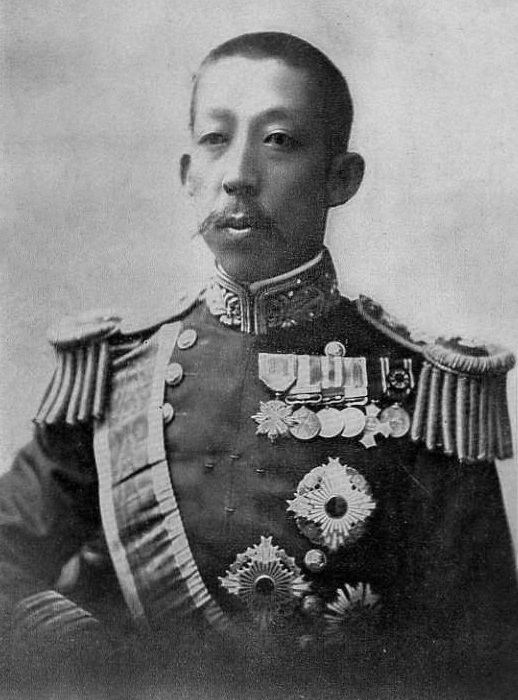
Alteța sa imperială, amiral al marinei, prințul Hiroyasu Fushimi.

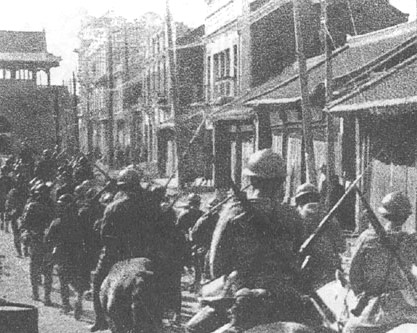
Soldații japonezi intrând în Shenyang (China), în timpul incidentului "Mukden".

Japonia a invadat și a cucerit Manciuria în 1931, întâmpinând o rezistență redusă. Japonezii au pretins că acțiunea lor militară era de fapt un război de eliberare al manciurienilor de sub dominația chineză, în ciuda faptului că majoritatea populației regiunii era formată din chinezi han. Japonia a creat un stat marionetă numit Manchukuo și l-au instalat pe fostul împărat al Chinei, Puyi, ca șef oficial al statului. Jehol, teritoriul Chinei de la granița cu Manciuria, a fost ocupat în 1933. Regimul marionetă manciurian a fost nevoit să înceapă o campanie îndelungată de „pacificare” împotriva armatelor de voluntari antijaponezi din regiune. În 1936, Japonia a creat un regim marionetă similar mongol în Mongolia Interioară, așa-numitul Mengjiang.

#### Al doilea război chino-japonez
Japonia a invadat China în 1937, având de luptat atât cu forțele regulate chineze conduse de Chiang Kai-shek (naționaliștii), cât și cu forțele comuniștilor conduși de Mao Zedong. Pe 13 decembrie 1937, trupele japoneze au cucerit capitala naționaliștilor chinezi, Nanking. În timpul evenimentului numit ulterior Masacrul de la Nanking, trupele japoneze au ucis un mare număr de locuitori ai orașului. Se estimează că au fost uciși aproximativ 300.000 de oameni, în cea mai mare parte civili. În total, în jur de 20 de milioane de chinezi, în cea mai mare parte civili, au fost uciși în timpul celui de-al doilea război mondial. În regiune a fost înființat un alt regim-marionetă în frunte cu Wang Jingwei. Al doilea război chino-japonez a devenit parte a celui de-al doilea război mondial, forțele naționaliștilor și comuniștilor chinezi luptând într-o alianță fragilă împotriva invadatorilor, și uneori, luptându-se și între ele.

#### Conflictele cu Uniunea Sovietică
Bătălia de la Lacul Hasan a fost o încercare a unei divizii japoneze de ocupare a unui teritoriu asupra căruia aveau pretenții și sovieticii. Japonezii considerau că acest teritoriu a fost ocupat de ruși printr-o interpretare greșită a Tratatului de la Peking dintre Imperiul Rus și China și că, mai mult decât atât, trasarea pe teren a graniței s-a făcut în mod voit în favoarea rușilor.
În anul următor, pe 11 mai 1939, a avut loc incidentul Nomonhan, în timpul căruia o subunitate de cavalerie mongolă a intrat pe un teritoriu disputat cu manciurienii, în căutare de pășuni pentru cai. Mongolii au fost alungați din regiune de cavaleia manciuriană. După două zile, o unitate mongolă mai numeroasă a revenit în regiune, iar manciurienii nu au mai putut să o alunge.
Atunci au intrat în scenă mai multe uități mari ale Armatei din Kwantung și Armata Roșie. Stalin a ordonat înaltului comandament sovietic – STAVKA – să conceapă un plan pentru contracarare a acțiunii niponilor. Generalul Gheorghi Jukov a condus o ofensivă îndrăzneață, în timpul căreia s-a folosit de superioritatea în artilerie, avioane și tancuri. Generalul sovietic a condus o acțiune de încercuire în timpul căreia grupurile masive de tancuri au jucat rolul decisiv în distrugerea a două divizii japoneze. Pe 13 septembrie 1939 a fost semnat un armistițiu. După aproape doi ani, pe 13 aprilie 1941, Uniunea Sovietică și Imperiul Japonez au semnat un pact de neagresiune prin care se angajau să respecte granițele asa cum erau ele în acel moment.

### Pactul Tripartit
Al doilea război chino-japonez a dus la creșterea tensiunilor dintre Japonia și Statele Unite. Evenimente precum Incidentul Panay sau Masacrul din Nanking au făcut ca opinia publică americană să se schimbe în defavoarea niponilor. Date fiind ocuparea Indochinei Franceze și continuarea războiului cu China, Statele Unite au impus un embargou pentru materialele strategice exportate în Japonia, așa cum erau fierul vechi și petrolul. Astfel, Japonia a fost pusă în fața unei dileme: ori se retrăgea din China, sau cucerea și apăra noi surse de materii prime. Coloniile europene din Asia de sud-est – în special Malaezia și Indiile Orientale Olandeze au fost primele vizate.
Pe 4 septembrie 1941, guvernul japonez s-a întâlnit ca să analizeze planurile de război concepute de Cartierul general imperial. S-a luat hotărârea ca 
„Imperiul nostru, pentru scopul autoapărării și autoconservării, va termina pregătirile de război ... [și este] ... hotărât să intre în război cu Statele Unite, Marea Britanie și Olanda, dacă este necesar. Imperiul nostru va luat totodată toate măsurile diplomatice posibile vizavi de Statele Unite și Marea Britanie, și prin aceasta să obțină obiectivele noastre... În cazul în care nu există nicio șansă pentru ca cererile noastre să fie sadisfăcute prin negocieri diplomatice menționate mai sus până în primele zece zile ale lui octombrie, noi vom decide deschiderea imediată a ostilităților împotriva Statelor Unite, Marii Britanii și Olandei”.
Pe 27 septembrie 1940, Imperiul Japonez a semnat Pactul Tripartit cu Germania Nazistă și Italia Fascistă. Scopul declarat al celor trei părți era „stabilirea și menținerea unei noi ordini a lucrurilor” în zonele și sferele lor de influență, și anume Europa (Germania), Asia (Japonia) și Africa de nord (Italia). Semantarii acestei alianțe au devenit cunoscuți ca Puterile Axei. Pactul cerea de asemenea protecție mutuală și cooperare tehnologică și economică, dacă unul dintre cei trei ar fi fost atacat de o țară cu care nu se afla deja în război, cu excepția Uniunii Sovietice.
Pe 31 decembrie 1940, Matsuoka Yosuke a recunoscut în fața unui grup de oameni de afaceri evrei că, în ciuda semanării unei aliațe cu Germania Nazistă, Japonia nu va declanșa acțiuni antisemite.

### Războiul din Pacific

#### Atacul de la Pearl Harbor

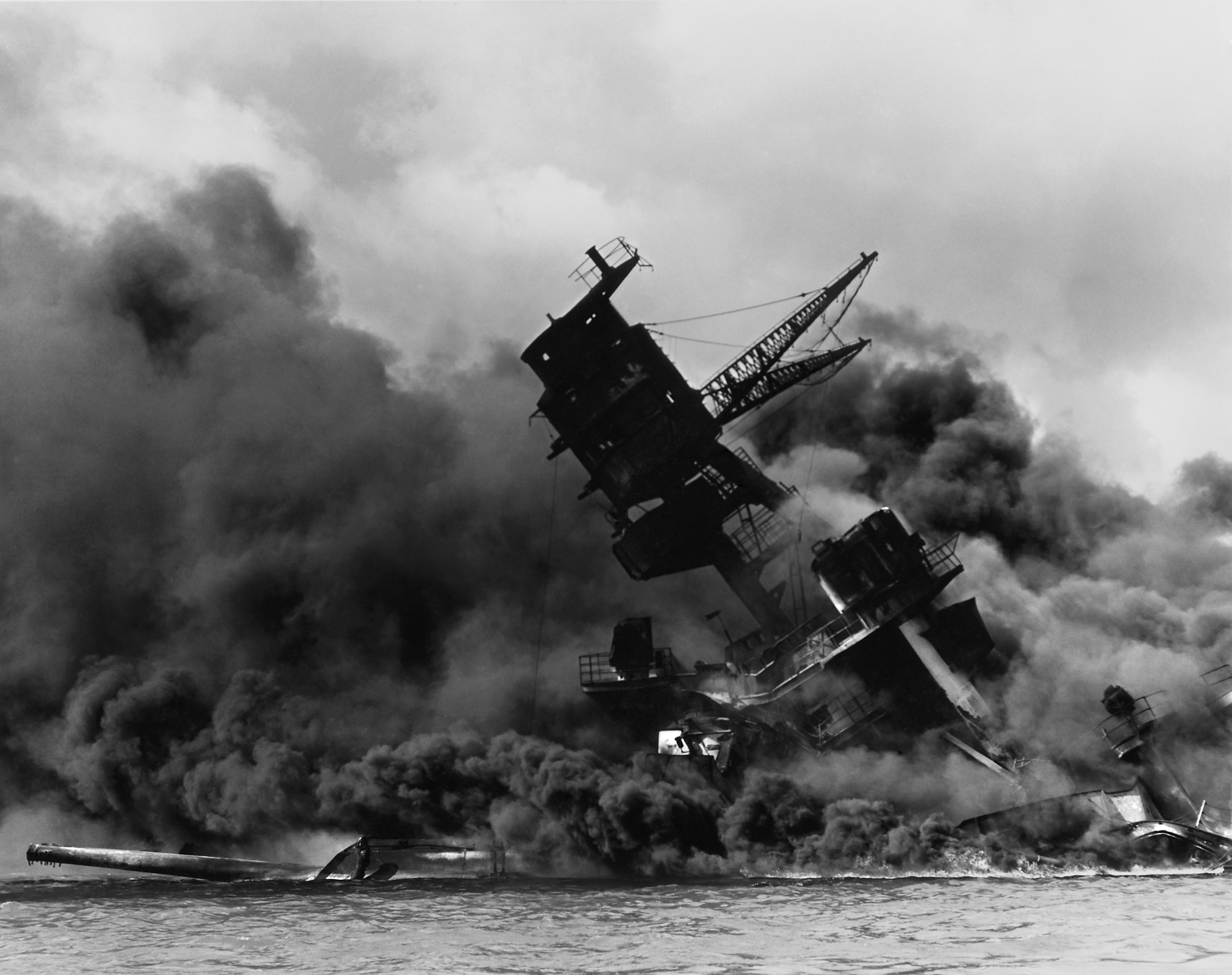
USS Arizona scufundându-se, după atacul japonez

Marina imperială japoneză a declanșat un atac surpriză la Pearl Harbor, Oahu, Hawaii, în dimineața duminicii de 7 decembrie 1941. Flota din Pacific a Marinei SUA și unitățile sale de aviație cu baza la sol și de aviație îmbarcată au suferit pierderi importante. Principalul obiectiv al atacului a fost scoaterea din luptă a Statelor Unite pentru suficient de lung timp, astfel încât Japonia să desăvârșească cucerirea unui vast imperiu și să-și stabilească zone tampon și poziții întărite ușor de apărat. Liderii americani, având puternica susținere a opiniei publice, care considera atacul un act de trădare, au hotărât ca SUA intre în război de partea Aliaților.

#### Bătălia pentru Malaezia
Bătălia pentru Malaezia a fost un conflict dintre forțele armatele ale Commonwealthului Națiunilor (Regatul Unit, India Britanică, Australia) și cea a Imperiului Japonez, pentru controlul asupra Statelor Federale Malaya, (8 decembrie – 31 ianuarie 1942).

#### Bătălia de la Singapore

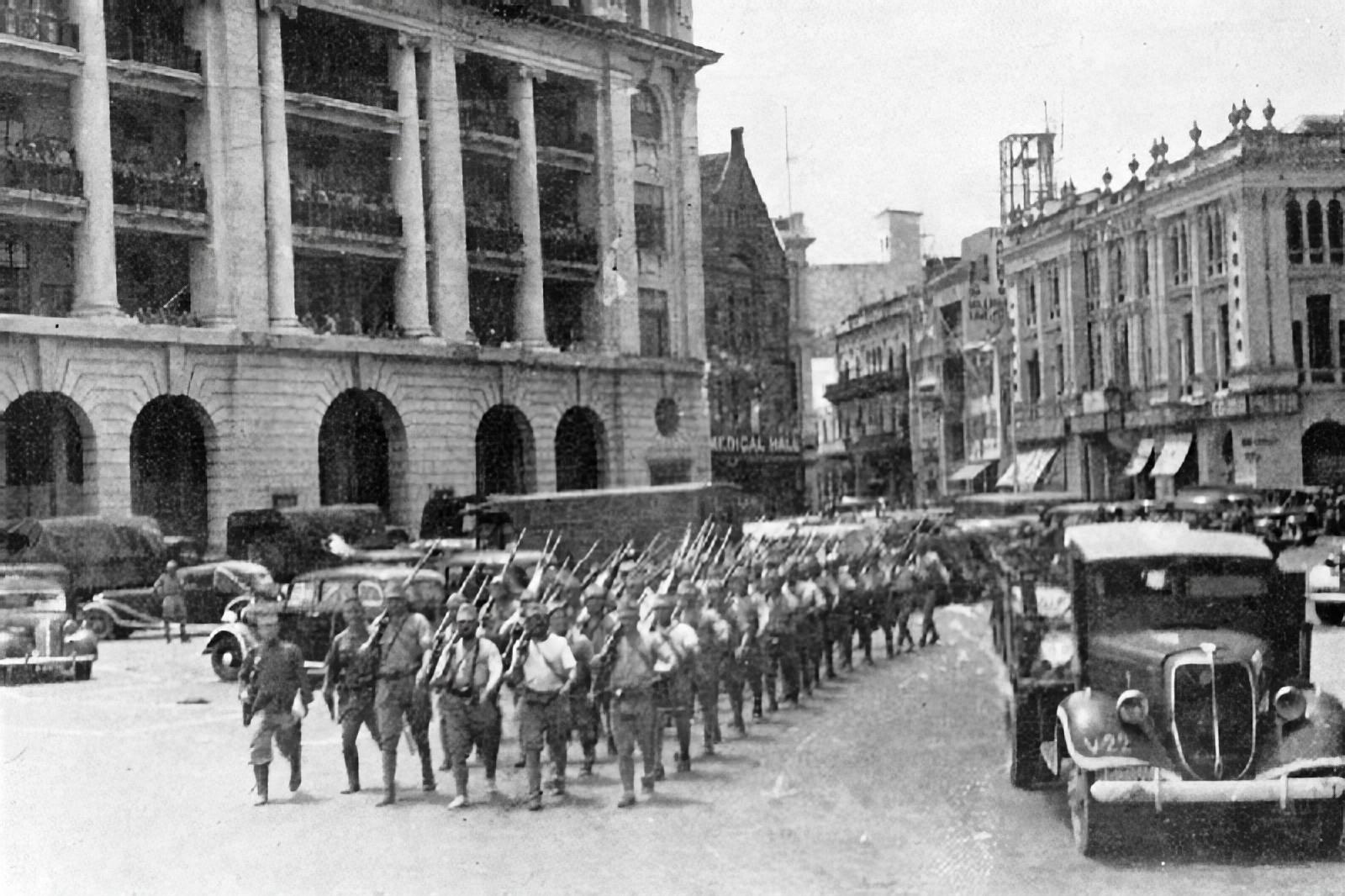
Armata japoneză victorioasă mărșăluind prin Singapore (din colecția Muzeului Imperial de Război)

Bătălia de la Singapore a fost o luptă pentru controlul asupra puternicei poziții întărite aliate de la Singapore, între 7 – 15 februarie 1942. Garnizoana aliată a capitulat, aceasta fiind considerată cea mai mare capitulare din istoria militară britanică. Aproximativ 80.000 de englezi, australieni și indieni au devenit prizonieri de război, alăturându-se celor aproximativ 50.000 de soldați aliați, luați prizonieri după cucerirea de către japonezi a Malaeziei.

#### Bătălia din Filipine

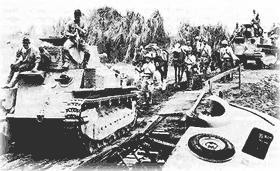
Unități de blindate japoneze în Bataan

Japonia a lansat raiduri aeriene împotriva pozițiilor americane din Filipine imediat după atacul de la Pearl Harbor de pe 7 decembrie 1941, pentru ca, trei zile mai târziu, forțele terestre nipone să debarce pe insule, declanșând Bătălia din Filipine. Până în ianuarie 1942, generalul american Douglas MacArthur și președintele filipinez Manuel Quezon au fost forțați să părăsească țara. Aceasta a fost una dintre cele mai grave înfrângeri militare ale armatei SUA, aceasta lăsând în mâinile niponilor peste 70.000 de prizonieri americani și filipinezi. Aproximativ 10.000 dintre aceștia au pierit mai apoi în ceea ce a devenit mai târziu cunoscut ca „marșul morții din Bataan”.
Stăpânirea japoneză a durat aproape doi ani, perioadă caracterizată prin uriașe suferințe ale populației civile. În toată această perioadă au avut loc confruntări dintre trupele regulate japoneze și forțele de guerilă locale. Partizanii filipinezi s-au alăturat forțelor americane conduse de generalul MacArthur, debarcate în Filipine pe 19 octombrie 1944. Campania din Filipine din 1944 – 1945 a fost un succes aliat.

#### Bătălia pentru Australia

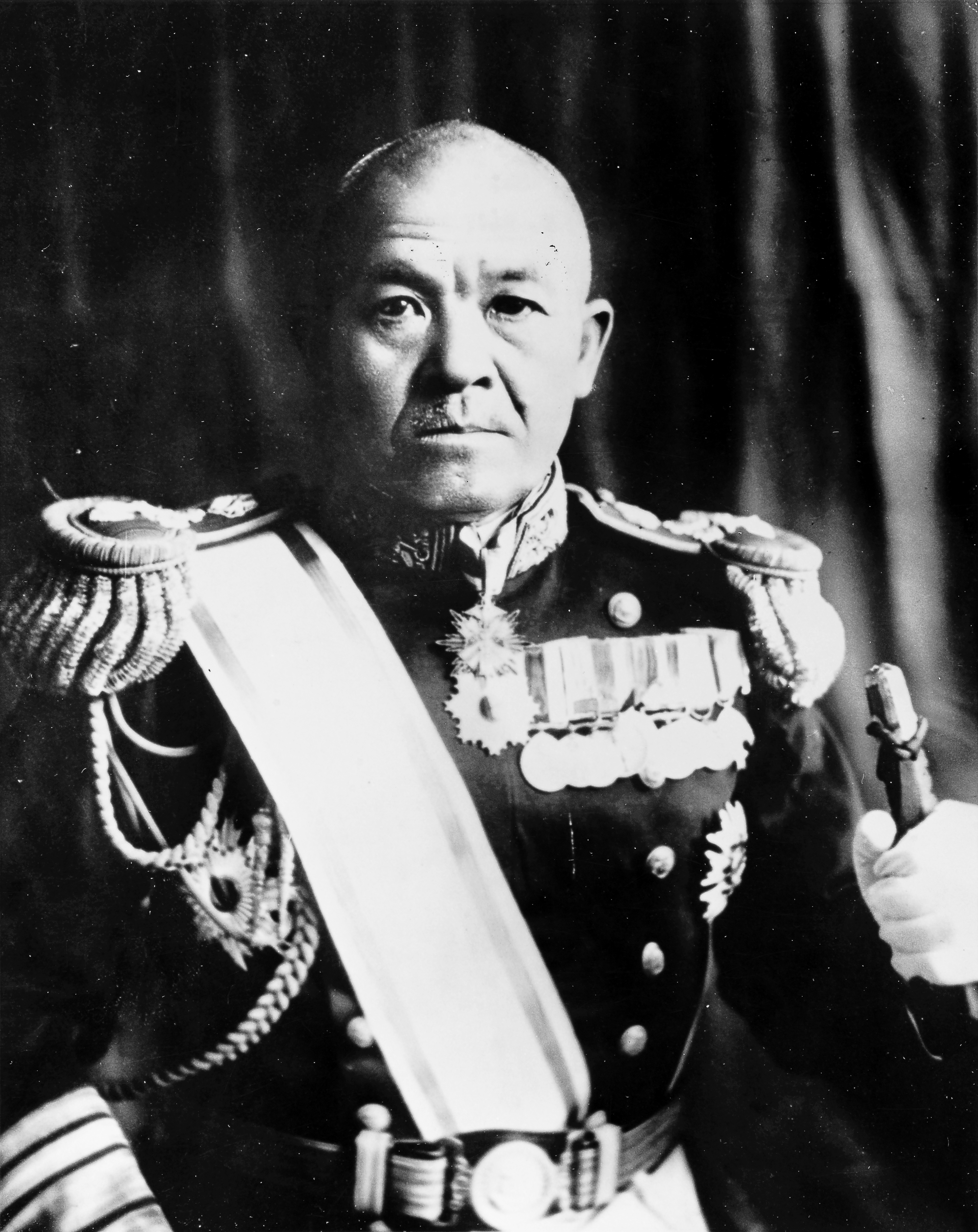
Viceamiralul Chuichi Nagumo, comandantul bombardamentelor de la Pearl Harbor și Darwin

Cel două raiduri japoneze împotriva orașului australian Darwin de pe 19 februarie 1942 a fost cel mai mare atac efectuat vreodată de o putere străină împotriva continentului australian. Atacul a fost o acțiune importantă de pe teatrul de luptă din Pacific al celui de-al doilea război mondial, fiind de asemenea o importantă lovitură psihologică dată populație australiene la numai câteva săptămâni de la izbucnirea războiului împotriva japonezilor. Acest atac a fost primul dintr-o serie de aproape 100 de raiduri aeriene nipone efectuate între anii 1942 și 1943.
Deși orașul port Darwin era o țintă mult mai puțin importantă decât Pearl Harbor, asupra țintei australiene au fost lansate mai multe bombe decât asupra bazei americane. La fel ca și în cazul bazei americane, orașul australian a fost total nepregătit să facă față atacului. Orașul Darwin a mai fost atacat de 63 de ori în perioada 1942 – 1943, dar acest prim raid a fost de departe cel mai puternic și cu efectul cel mai mare.

## Crimele de război japoneze

#### Unitatea 731
Unitatea 731 a fost o unitate medicală sub acoperire a Armatei Imperiale Japoneze, care efectua experimente și cercetări în domeniul armelor biologice pe cobai umani, în timpul celui de-al doilea război chino-japonez. Desemnată în mod oficial ca o unitate de purificare a apei, ea avea sediul în orașul chinezesc Harbin, din statul-marionetă Manchukuo. Unitatea 731 era cunoscută în mod oficial ca „Departamentul Politic și Laboratorul de Cercetare și Profilaxie Epidemică Kempeitai”.
În această unitate medicală, zeci de mii de oameni, civili și militari, chinezi, mongoli, sovietici, alți prizonieri aliați, au fost subiectele unor experimente cu arma biologică. Cercetările cu arma biologică au cauzat numai în cazul populației chineze aproximativ 200.000 de victime, după unele estimări.
Unitatea 731 a fost una dintre multele unități folosite de japonezi pentru cercetări în domeniul războiului biologic. Alte unități au fost Unitatea 516 (Qiqihar), Unitatea 543 (Hailar), Unitatea 773 (Songo), Unitatea 100 (Changchun), Unitatea 1644 (Nanjing), Unitatea 1855 (Beijing), Unitatea 8604 (Guangzhou), Unitatea 200 (Manciuria) și Unitatea 9420 (Singapore).

#### Masacrul din Nanking
Masacrul din Nanking a fost una dintre cele mai josnice crime de război comise de armata japoneză în timpul celui de-al doilea război mondial, în orașul Nanjing și în împrejurimi, după ce acesta a fost cucerit de niponi pe 13 decembrie 1937. Durata violențelor nu este bine definită, dar a fost de cel puțin șase săptămâni, până în februarie 1938.
Gravitatea atrocităților japoneze este subiect de dezbatere, variind de la  afirmațiile militarilor japonezi judecați în procesul de la Tribunalul militar internațional pentru Orientul Îndepărtat, care susțineau că pierderile de vieți omenești au fost de natură militară și că „ nicio astfel de atrocitate nu a avut loc”, până la afirmațiile chinezilor, care pretind că au fost uciși peste 300.000 de persoane necombatante. Occidentul are tendința de a accepta punctul de vedere chinez. Punctul de vedere al chinezilor este susținut de o multitudine de dovezi fotografice, care înfățișează trupurile mutilate ale victimelor civile, în rândul cărora se aflau inclusiv copii.

#### Masacrul din Sook Ching
Când japonezii au ocupat Singapore, autoritățile militare japoneze s-au arătat îngrijorate de numărul mare de locuitori de etnie chineză. Militarii niponi se temeau că etnicii chinezi sunt loiali ori britanicilor, ori naționaliștilor chinezi, singaporezii avuți fiind finanțatorii probabili ai eforturilor de război ale lui Chiang Kai-Shek. În aceste condiții, autoritățile militare japoneze, conduse de generalul Tomoyuki Yamashita, au decis să „elimine” elementele antinipone.
Orașul Singapore a fost împărțit în mai multe sectoare, fiecare pus sub comanda unui ofițer japonez. În fiecare sector au fost organizate „centre de selecție”. Scopul era adunarea și selectarea tuturor bărbaților între 18 și 50 de ani și eliminarea celor declarați „antijaponezi”. Cei care treceau cu succes testul de fidelitate primeau o hârtie cu textul „examinat”, sau erau ștampilați cu un semn rectgular pe mână sau pe cămașă. Cei care nu treceau „selecția”, erau ștampilați cu un semn triunghiular. În apropierea centrelor de triere au fost aduse camioane care să-i transporte la locurile de execuție pe cei declarați antijaponezi. Armata japoneză a ales o serie de locații izolate pentru a duce la îndeplinire execuțiile, corpurile victimelor fiind mai apoi aruncate în apa oceanului.

#### Femeile de recomfortare
Termenul „femei de recomfortare” (în limba japoneză: 慰安婦 ian-fu) este aplicat femeilor și fetelor care au servit ca sclave-sexuale în perioada de existență a Imperiului Japonez. Mulți istorici apreciază că aproximativ 200.000 de femei au fost silite să servească pe post de femei de recomfortare în această perioadă. Se consideră că cele mai multe femei au fost din Coreea, cu un număr semnificativ din China și alte țări asiatice. Anumiți istorici japonezi pun la îndoială faptul că niponii au silit sau răpit femei din alte națiuni pentru a le transforma în sclave sexuale. În ciuda tuturor încercărilor de a acredita ideea unei prostituții benevole a numeroaselor femei de diferite naționalități, mărturiile victimelor, a unor foști soldați imperiali și, din 1992, descoperirea unor documente oficiale nipone, demonstrează că toate aceste femei au fost aduse cu forță la starea de prostituate, fiind cu alte cuvinte sclave sexuale.

## Inceputul sfârșitului

### Primele înfrângeri importante

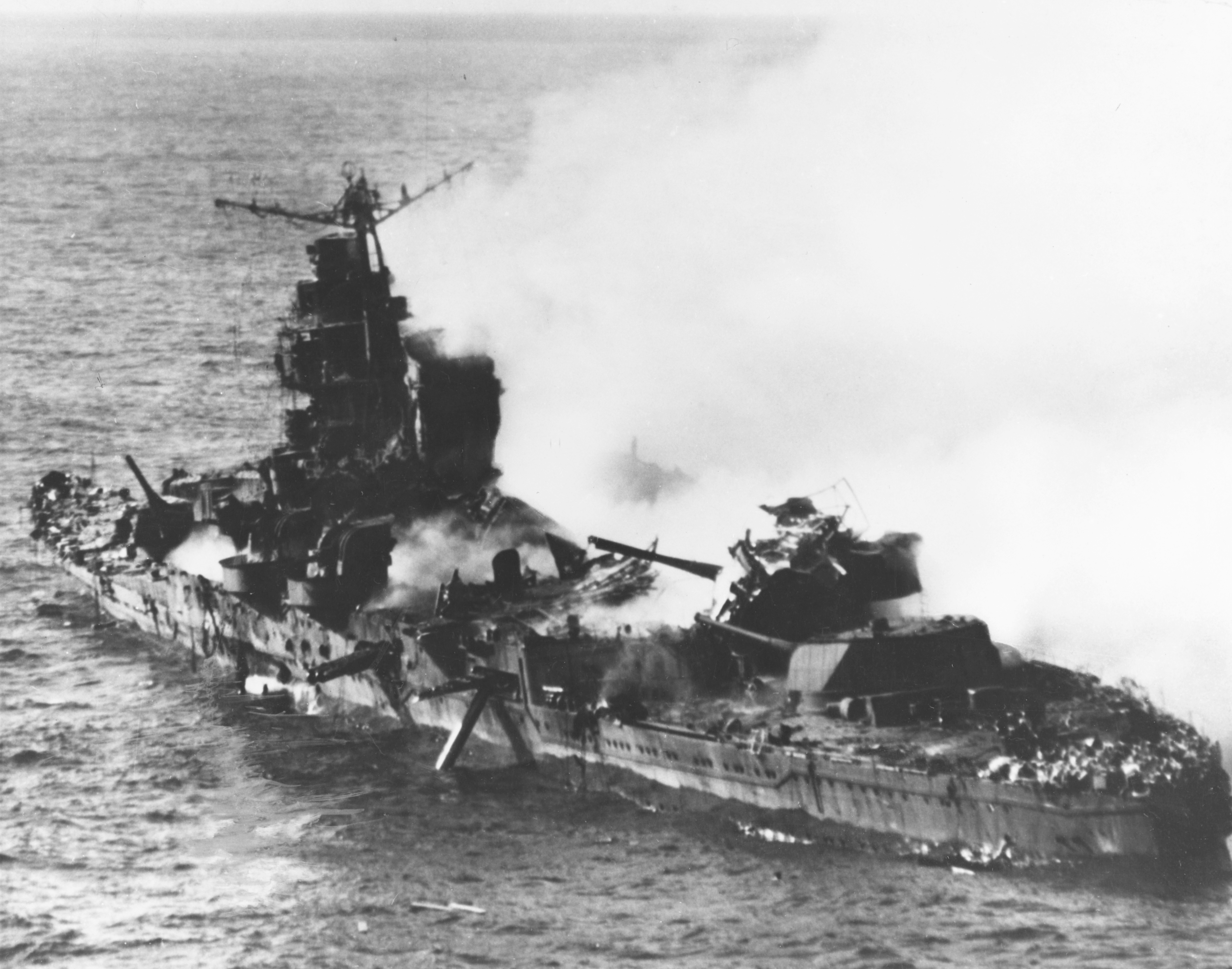
Crucișătorul japonez Mikuma la scurtă vreme înainte de scufundarea lui, în timpul bătăliei de la Midway

Strategii militari japonezi erau profund îngrijorați de diferența mare dintre capacitățile industriale ale Imperiului Japonez și ale Statelor Unite. Datorită acestei diferențe, ei au considerat că succesul japonez va depinde de capacitatea de exploatare a avantajului strategic obținut la Pearl Harbor. Doar distrugerea întregii flote americane din Pacific și cucerirea unor avanposturi îndepărtate ar fi asigurat Imperiul Japonez că nu va fi copleșit de marea putere industrială americană. În mai 1942, japonezii au eșuat în tentativa de distrugere definitivă a Aliaților în bătălia din Marea de Coral, în ciuda superiorității numerice nipone evidente la începutul luptei. Acest eșec a echivalat cu o înfrângere strategică pentru japonezi. Acest eșec a fost urmat în iunie 1942 de pierderea catastrofală a forței de portavioane nipone din timpul bătăliei de la Midway. Înfrângerea de la Midway a fost una decisivă pentru Marina Imiperială Japoneză, și s-a dovedit un punct de cotitură în desfășurarea războiului din Pacific. Au urmat mai apoi înfrângerile din Guadalcanal din septembrie 1942 și din Noua Guinee din 1943, care au făcut ca Imperiul Japonez să piardă definitiv orice inițiativă strategică, fiind forțat să treacă în defensivă pentru tot restul războiului. Până în 1944, Aliații reușiseră ca, prin acțiuni amfibii sau bomardamente navale și aeriene, să cucerească sau să ocolească și să neutralizeze numeroase baze militare strategice nipone. La toate acestea se adăugau pierderile provocate transpoturilor comerciale japoneze de submarinele aliate, ceea ce a dus la sufocarea economiei japoniei și la imposibilitatea ei de a aproviziona corespunzător armata. La începutul anului 1945, pușcașii marini americani cuceriseră controlul asupra Insulelor Ogasawa, după o serie de lupte dure, precum cea de la Iwo Jima. Aceste cuceriri au marcat începutul luptelor pe teritoriul național nipon.

### Atacurile kamikaze

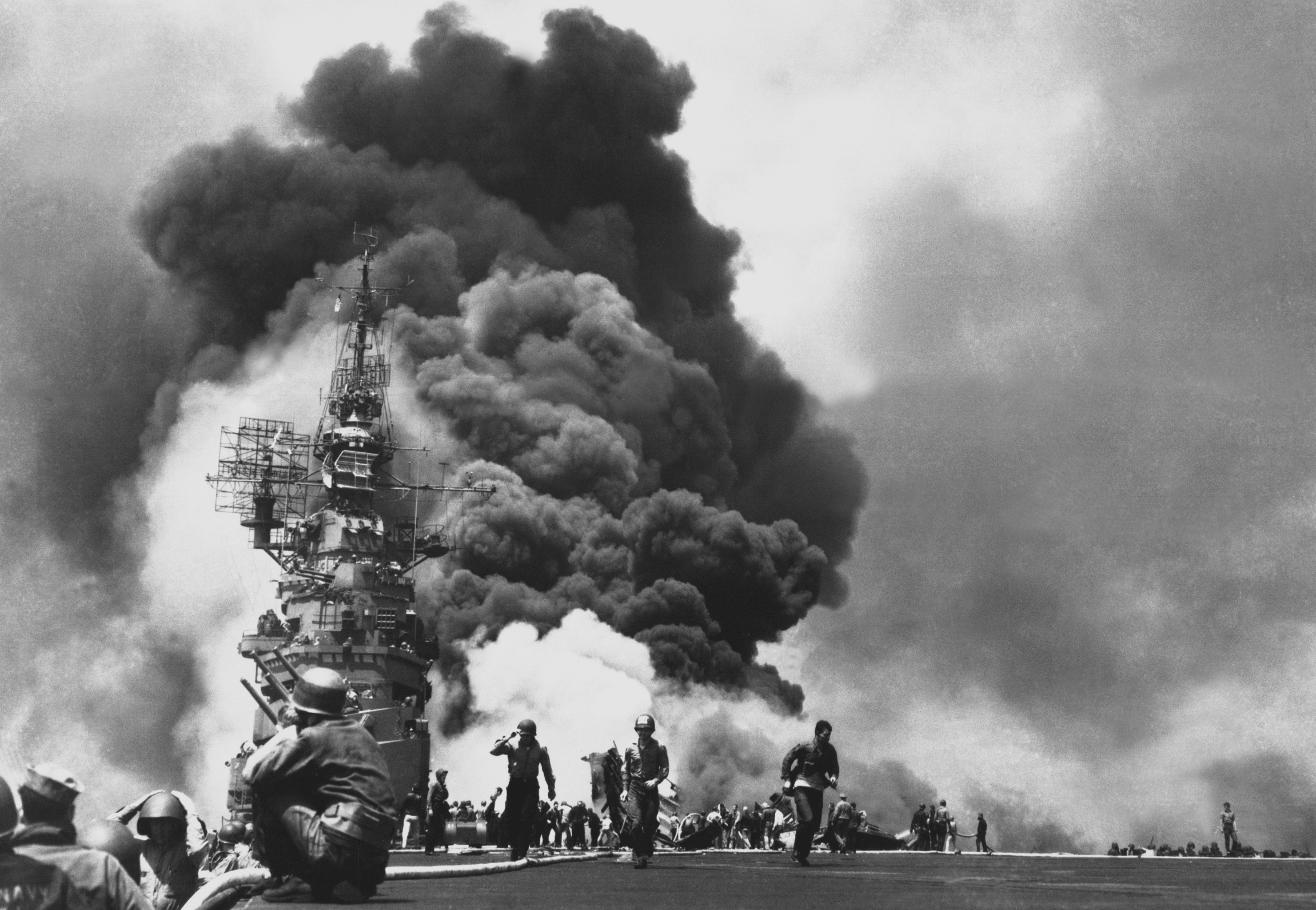
Portavionul american USS Bunker Hill lovit de doi kamikaze lângă Kyūshū, pe 11 mai 1945. Dintre cei 2.600 de membri ai echipajului au fost uciși 373.

În timpul anilor 1943 și 1944, forțele aliaților, sprijinite de uriașele resurse ale SUA, avansau neîntrerupr către inima Japoniei. Comandorul Asaiki Tamai a organizat primul grup de 24 de elevi-piloți kamikaze – piloți sinucigași.
Acești piloți au provocat mari pierderi de vieți omenești, americanilor și au scufundat un număr mare de nave.

### Bombardamentele atomice de la Hiroșima și Nagasaki

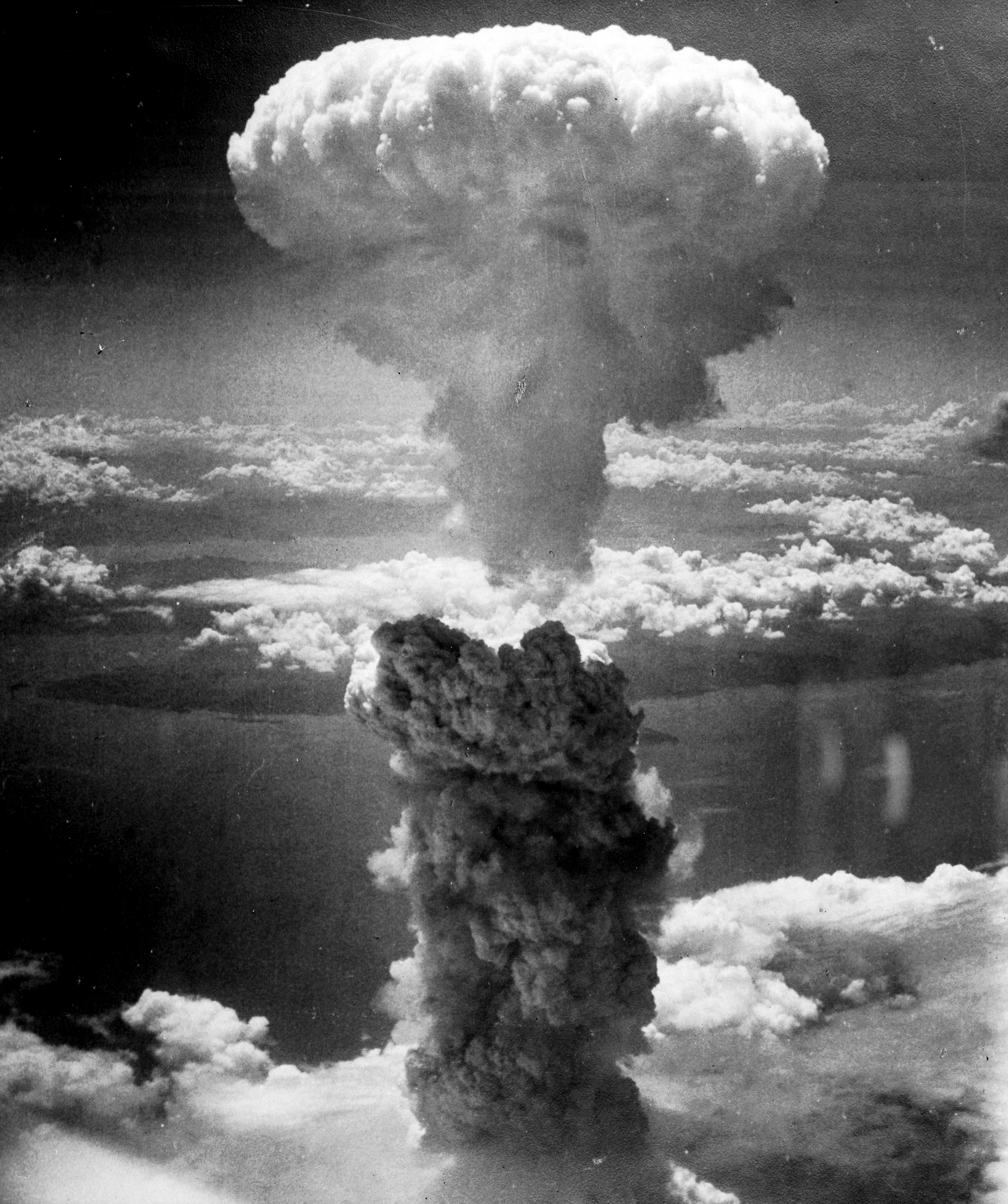
Ciuperca nucleară deasupra orașului Nagasaki

După cucerirea și asigurarea securității aeroporturilor din Saipan și Guam din vara anului 1944, Statele Unite au declanșat o campanie agresivă de bombardamente „covor” împotriva orașelor japoneze, într-un efort de distrugere a industriei țării și a moralului japonezilor. Deși aceste campanii au dus la moartea a sute de mii de civili, ele nu au convins liderii niponi să accepte capitularea. În vara anului 1945, Statele Unite au lansat două bombe nucleare asupra Japoniei. Exploziile acestor bombe nucleare au ucis în numai câteva minute între 100.000 și 200.000 de oameni în fiecare oraș atacat, iar mulți alții au murit de pe urma efectelor radiațiilor nucleare în următoarele săptămâni, luni și în anii care au urmat.

## Înfrângerea, capitularea și schimbarea de regim
La șapte zile după bombardamentele atomice de la Hiroșima și Nagasaki, în condițiile în care în Manciuria se desfășura Operaținea Furtună de august – atacul sovieto-mongol – Imperiul Japonez a semnat actele capitulării necondiționate, care a pus capăt războiului cu Aliații. 

### Schimbarea de regim
După dizolvarea oficială a ceea ce fusese cunoscut ca Imperiul Japonez a urmat perioada numită „Ocupația Japoniei”. Ocupația americană, (combinată cu asistența politică și economică), a durat până în deceniul al șaselea. După dizolvarea imperiului, Japonia a adoptat un sistem parlamentar, șefului statului, împăratul, revenindu-i doar o funcție simbolică. Japonia a devenit un aliat apropiat al SUA, Regatului Unit și s-a dezvoltat pentru a se transforma într-o mare putere economică.
Generalul Douglas MacArthur (comandantul suprem aliat din Pacificul de sud-vest din timpul celui de-al doilea război mondial) a fost numit guvernator militar al Japoniei. 

### Împărați ai Imperiului Japonez
| Nume postum1 | Nume mic²        | Nume din coplărie³   | Perioada domniei       | Numele erei4 |
| --- | ---------------- | -------------------- | ---------------------- | ------------ |
| Meiji Tennō (明治天皇) | Mutsuhito (睦仁) | Sachi-no-miya (祐宮) | 1867–1912 (1890-1912)5 | Meiji        |
| Taishō Tennō (大正天皇) | Yoshihito (嘉仁) | Haru-no-miya (明宮)  | 1912–1926              | Taishō       |
| Shōwa Tennō (昭和天皇) | Hirohito (裕仁)  | Michi-no-miya (迪宮) | 1926–1989 (1926–1947)6 | Shōwa        |
| 1 Fiecare nume postum a fost dat după modelul dinastiilor Ming și Manciu din China. |                  |                      |                        |              |
| 2 Familia imperială japoneză nu are nume de familie sau nume dinastic. |                  |                      |                        |              |
| 3 Împăratul Meiji a fost cunoscut doar cu numele de Sachi-no-miya de la naștere, până pe 1 noiembrie 1860, când a fost proclamat prinț moștenitor al împăratului Kōmei și a primit numel persoanal Mutsuhito. |                  |                      |                        |              |
| 4 Nu s-au dat nume multiple erelor care au urmat după domnia împăratului Meiji. |                  |                      |                        |              |
| 5 Constituțional. |                  |                      |                        |              |
| 6 Constituțional. Domnia împăratului Shōwa a continuat până în 1989, de vreme ce el nu a abdicat după înfrângerea țării în Al doilea război mondial.                                                          |                  |                      |                        |              |

Această perioadă include Perioada Meiji, Perioada Taishō și părți ale erei Shōwa.